# Musei dell'Abruzzo

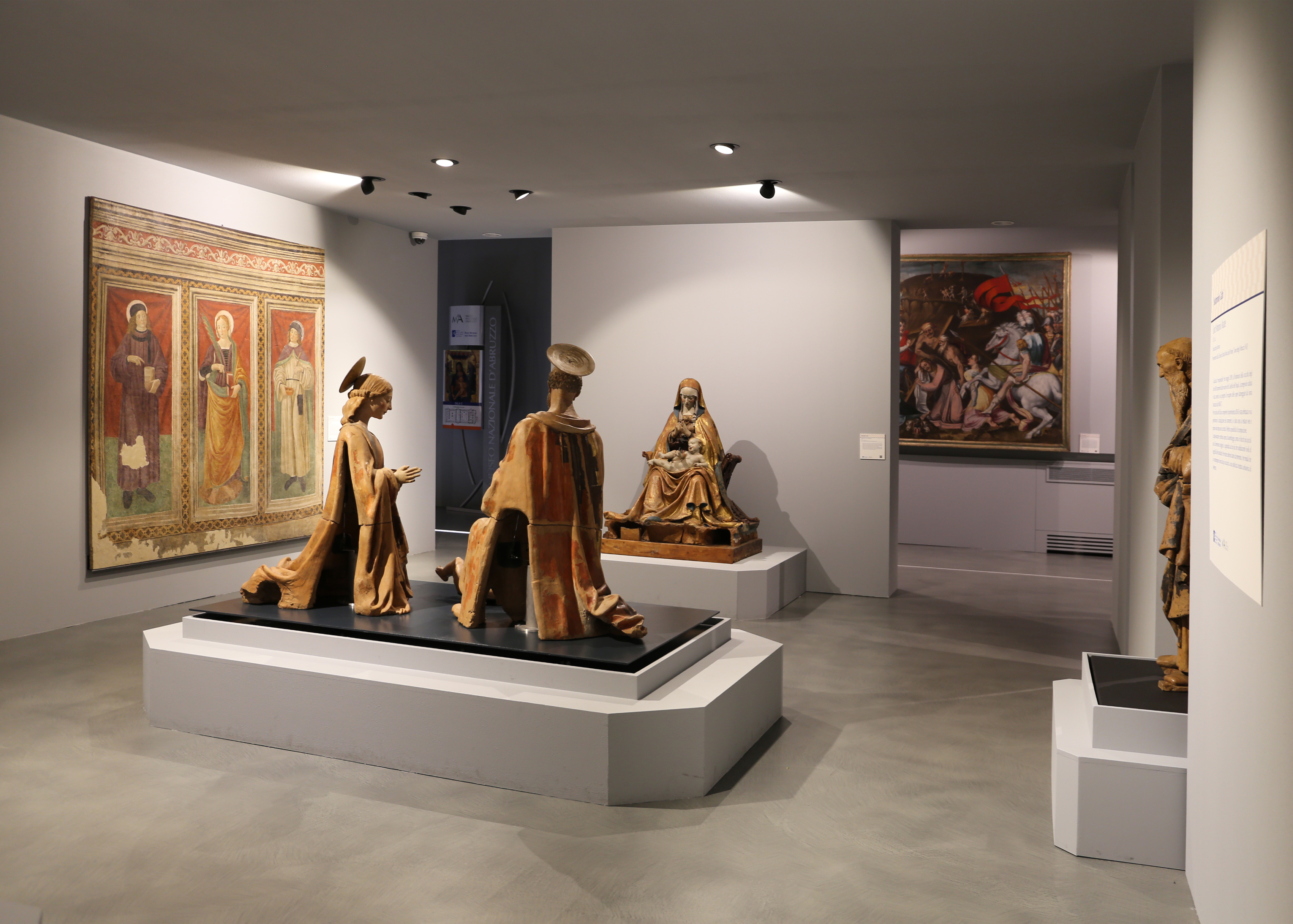
Una sala della nuova sede del MUNDA (Museo Nazionale d'Abruzzo) a L'Aquila

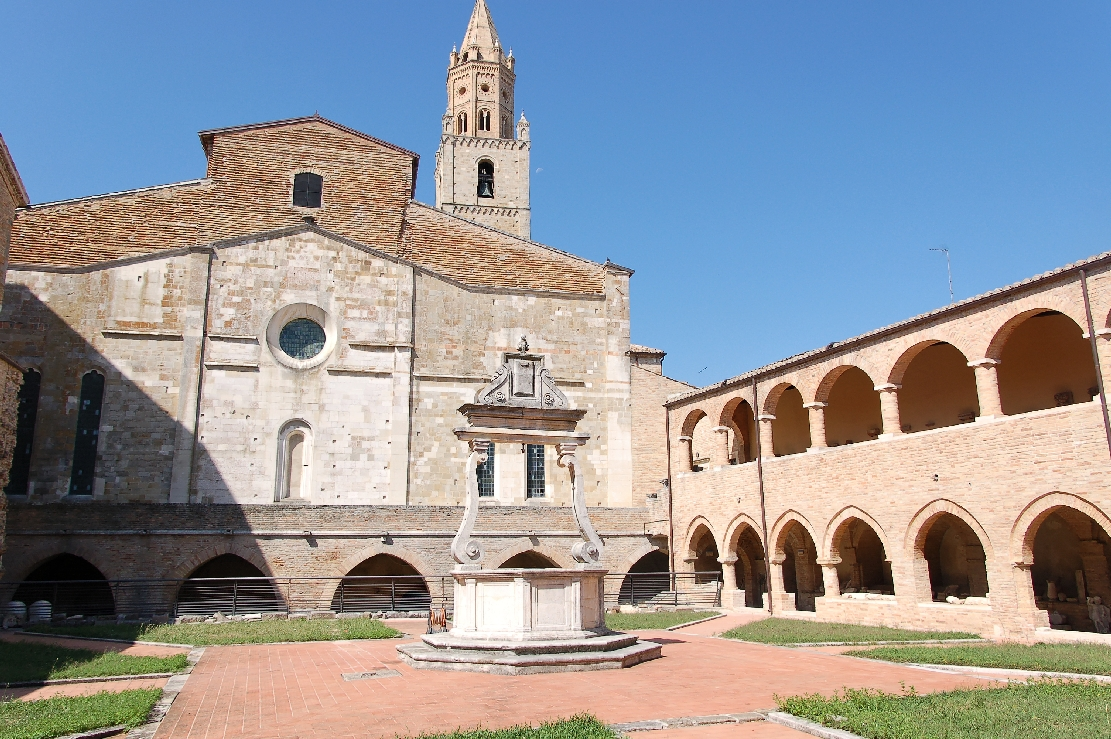
Museo Capitolare di Atri (Cattedrale di Santa Maria Assunta), veduta del chiostro

Elenco in ordine alfabetico per province dei musei dell'Abruzzo.

## Organizzazione
La gestione dei musei statali è affidata dal 2014 al polo museale dell'Abruzzo, mentre molti musei minori sono gestiti da enti locali, associazioni o privati.

## Provincia dell'Aquila

### L'Aquila

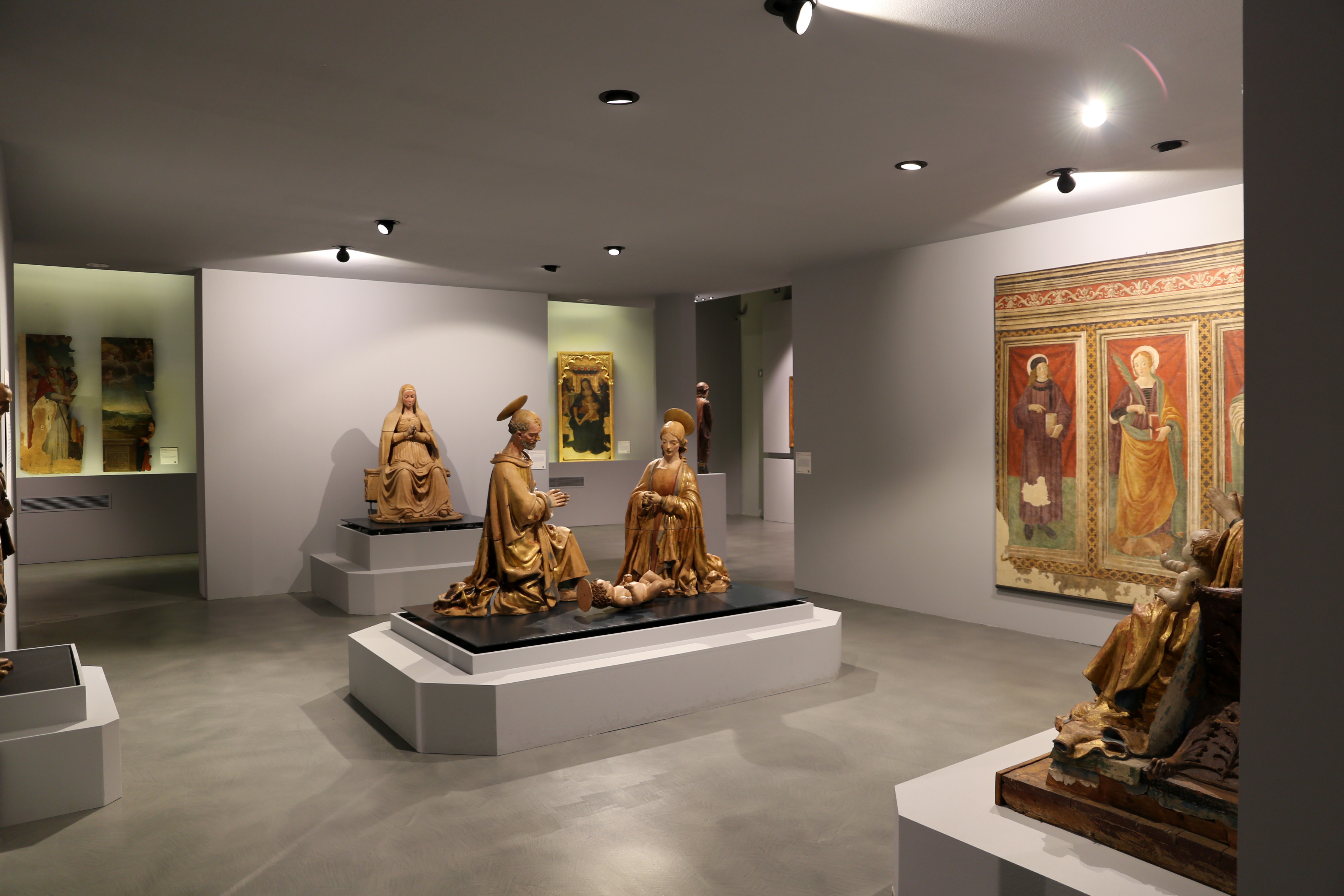
Una sala del nuovo MUNDA

- Museo nazionale d'Abruzzo (MUNDA): inaugurato nel 1951 presso il Forte spagnolo, dopo il terremoto del 2009 è stato riaperto in forma ridotta nei locali dell'ex mattatoio . Ospita la collezione archeologica dell'ex museo di Santa Maria dei Raccomandati e numerosi dipinti, polittici, statue lignee, di terracotta e pietra.

- Museo archeologico di Santa Maria dei Raccomandati
- Museo di scienze naturali e umane
- Museo sperimentale d'arte contemporanea
- Casa museo Signorini Corsi
- MAXXI L'Aquila

### Avezzano

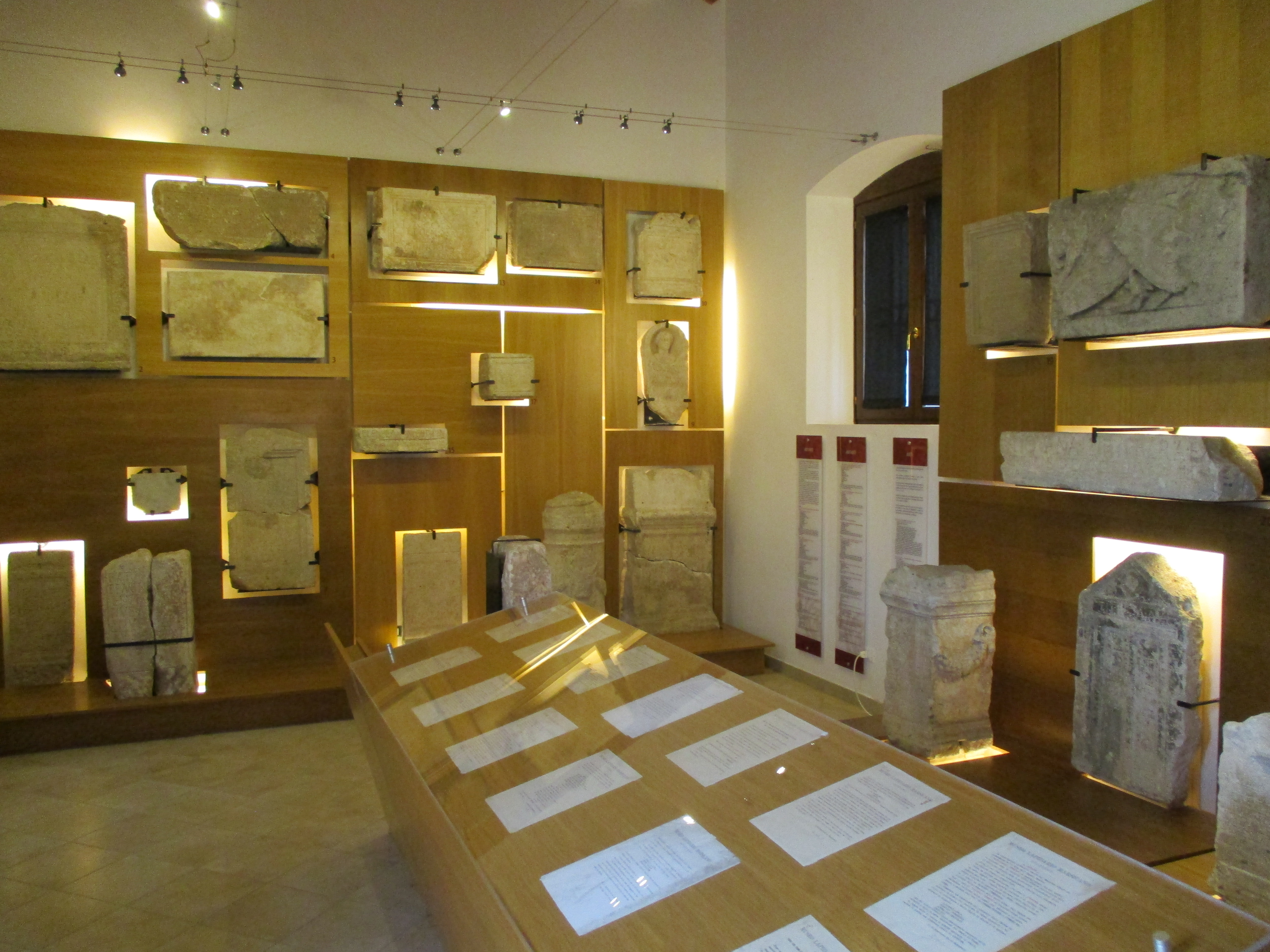
Museo lapidario di Avezzano

- Aia dei Musei : composto dai reperti dei musei delle lapidi marsicane e del prosciugamento del Fucino, fu aperto nel 1888.
- Museo della civiltà contadina e pastorale: allestito nel 1977 presso la Villa Torlonia di Avezzano, dedicato agli attrezzi usati dai contadini per lavorare il Fucino.
- Pinacoteca d'arte moderna: allestito ufficialmente nel 1994 presso il castello Orsini-Colonna.
- Museo dell'intrattenimento elettronico: dedicato al retrogaming e al retrocomputing ospita in un edificio prossimo al nucleo industriale computer, console, flipper e videogiochi arcade realizzati tra gli anni settanta e gli anni duemila.

### Bisegna
- Museo dell'orso
- Museo del capriolo

### Castel di Sangro

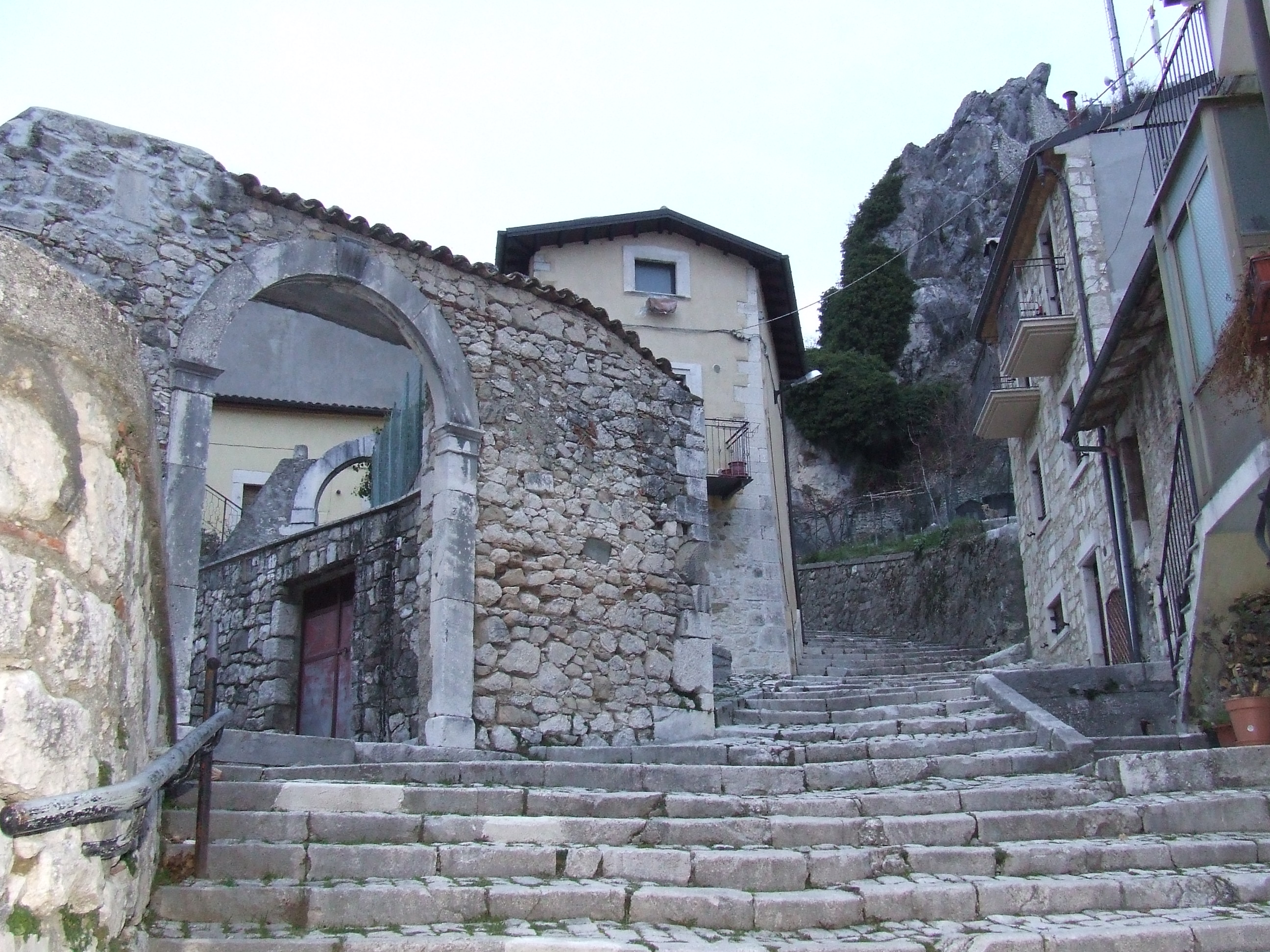
Palazzo de Petra, Castel di Sangro

- Museo civico aufidenate, Castel di Sangro: ospitato nell'ex convento della Maddalena, è dedicato alle ricerche archeologiche di Vincenzo Balzano e Antonio De Nino e ai reperti archeologici rinvenuti in loco.
- Museo bellico "Rolando Giampaolo", dedicato alla conservazione di manufatti bellici, allo studio e alla divulgazione degli eventi risalenti prevalentemente alla campagna d'Italia durante la Seconda Guerra Mondiale, con un focus specifico sulla Linea Gustav, presso l'ex convento della Maddalena
- Museo internazionale della pesca a mosca Stanislao Kuckiewicz, presso l'ex convento della Maddalena
- Pinacoteca Patiniana : all'interno del Palazzo De Petra, ospita una collezione di dipinti del pittore Teofilo Patini

### Celano

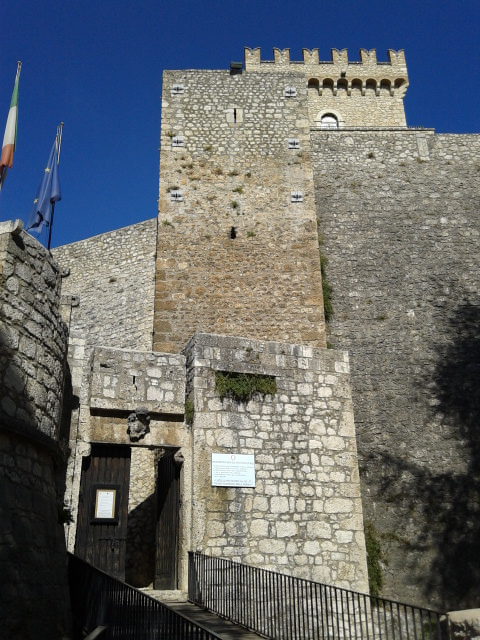
Ingresso al Museo d'Arte Sara della Marsica, dal castello Piccolomini di Celano

- Museo d'arte sacra della Marsica, Celano: ospitato all'interno del castello Piccolomini, conserva varie opere d'arte, affreschi, dipinti, tele, statue, lapidi provenienti dalle principali chiese della Marsica.
- Museo e biblioteca di Santa Maria Valleverde
- Museo archeologico preistorico Paludi : ospitato in località Paludi, è dedicato allo studio di questo villaggio di palafitte dell'epoca neolitica.

### Pescina
- Casa museo Ignazio Silone
- Casa museo Mazzarino

### Rocca di Mezzo
- Museo archeologico
- Museo d'arte sacra cardinale Agnifili

### Sulmona

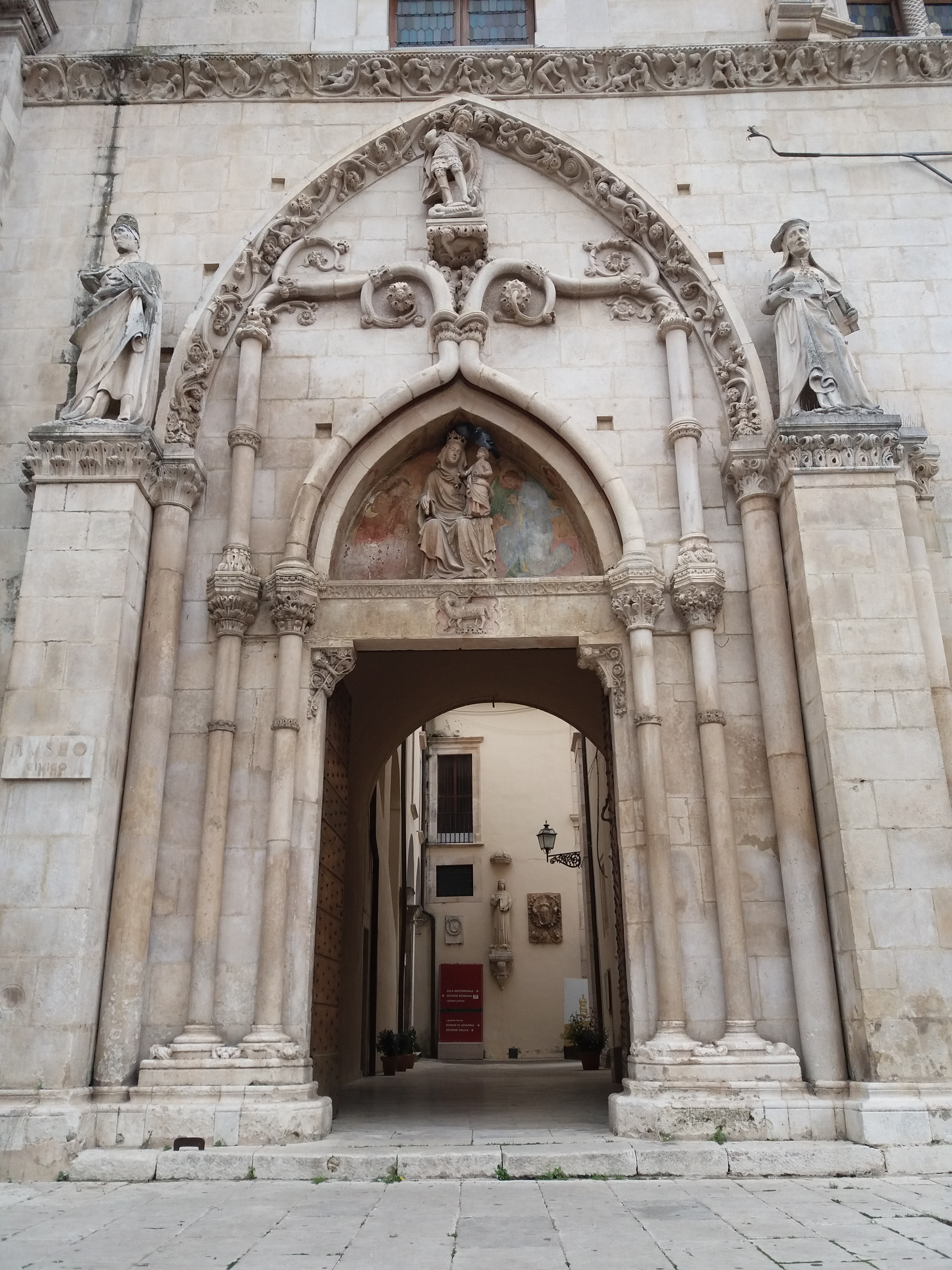
Ingresso ai Musei civici di Sulmona, palazzo Annunziata

- Museo civico di Sulmona nel Palazzo del complesso della Santissima Annunziata: si compone della sezione archeologica, del museo del costume tipico abruzzese, e del Museo dell'arte sacra.
- Museo dell'arte e della tecnologia confettiera : è ospitato nella fabbrica dell'industria Pelino, e ripropone con ricostruzione il modello della fabbricazione dei confetti tra Ottocento e Novecento.
- Museo di storia naturale nel Palazzo Gagliardi Sardi.
- Museo diocesano di Sulmona: ospitato nell'ex convento di Santa Chiara in piazza Garibaldi, accoglie opere d'arte sacra delle chiese sulmonesi e del monastero.
- Museo delle tecniche fotografiche
- Pinacoteca d'arte moderna e contemporanea nell'ex convento di Santa Chiara

### Tagliacozzo
- Area museale Beato Tommaso da Celano nei locali del convento di San Francesco.
- Museo orientale di Tagliacozzo nel santuario della Madonna d'oriente.

### Altri
- Museo della Luna (Aielli)

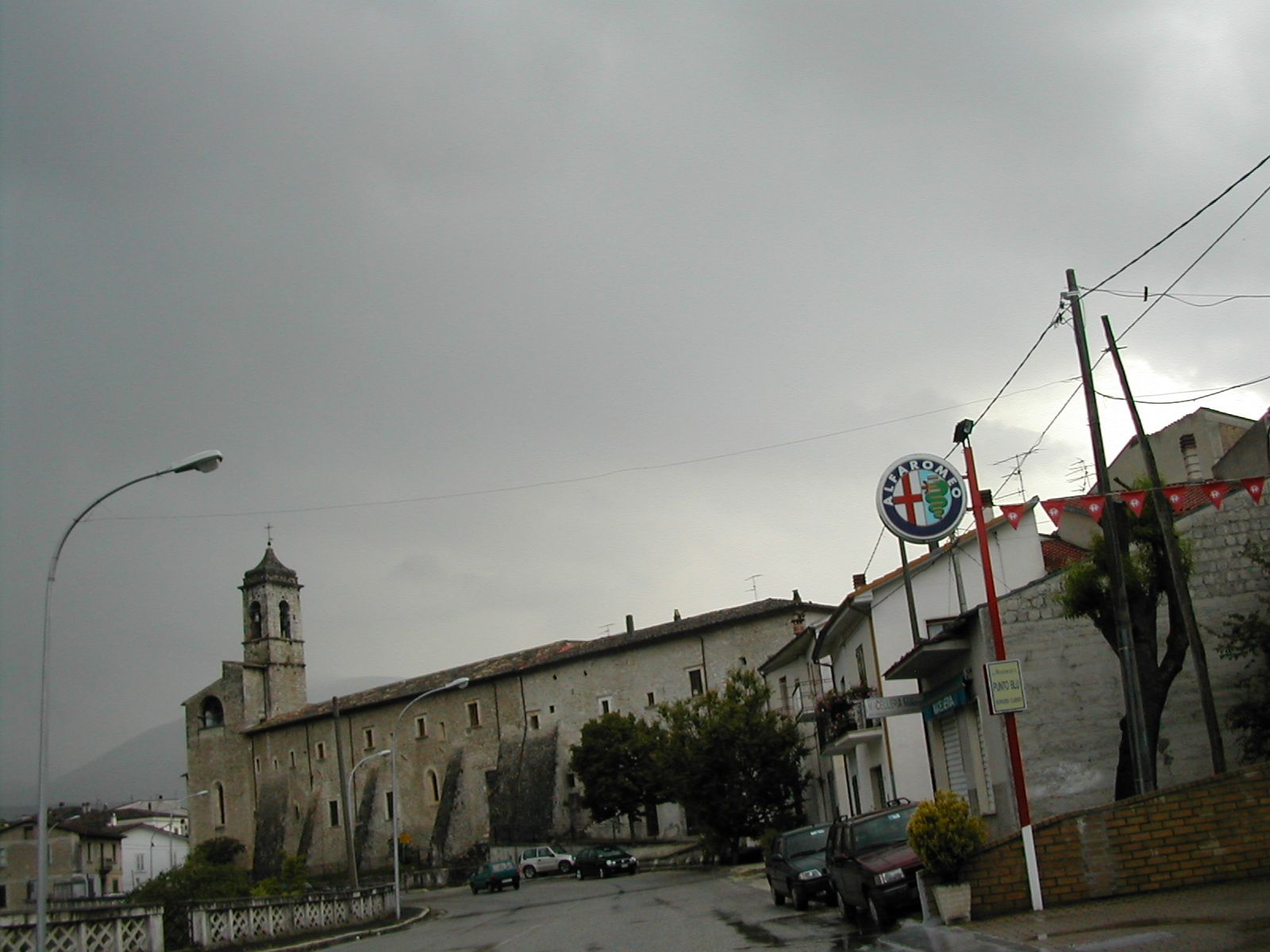
Monastero di San Francesco a Castelvecchio Subequo, sede del Museo civico diocesano

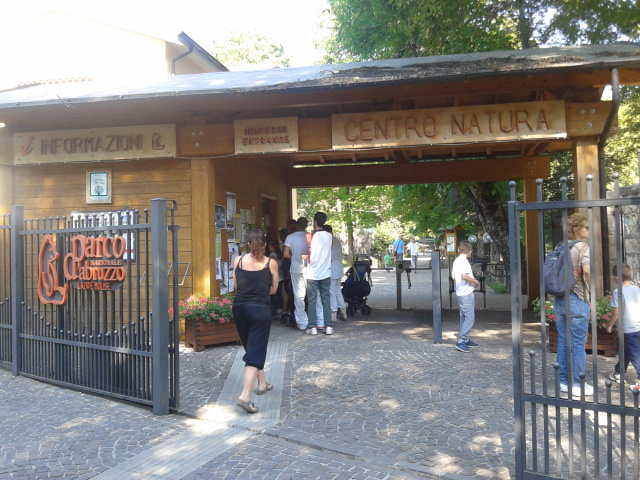
Centro visita di Pescasseroli

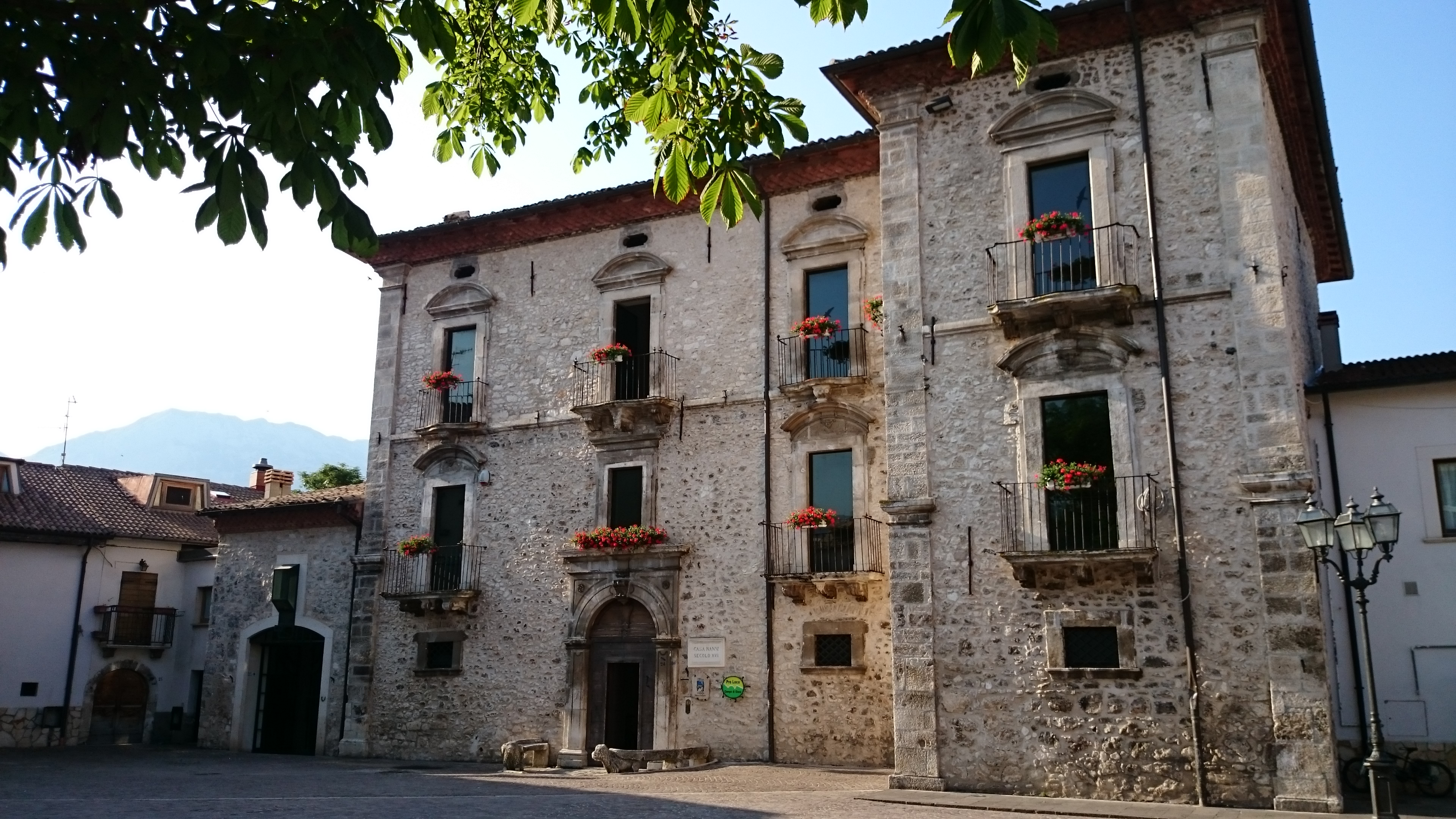
Palazzo Nanni a Campo di Giove

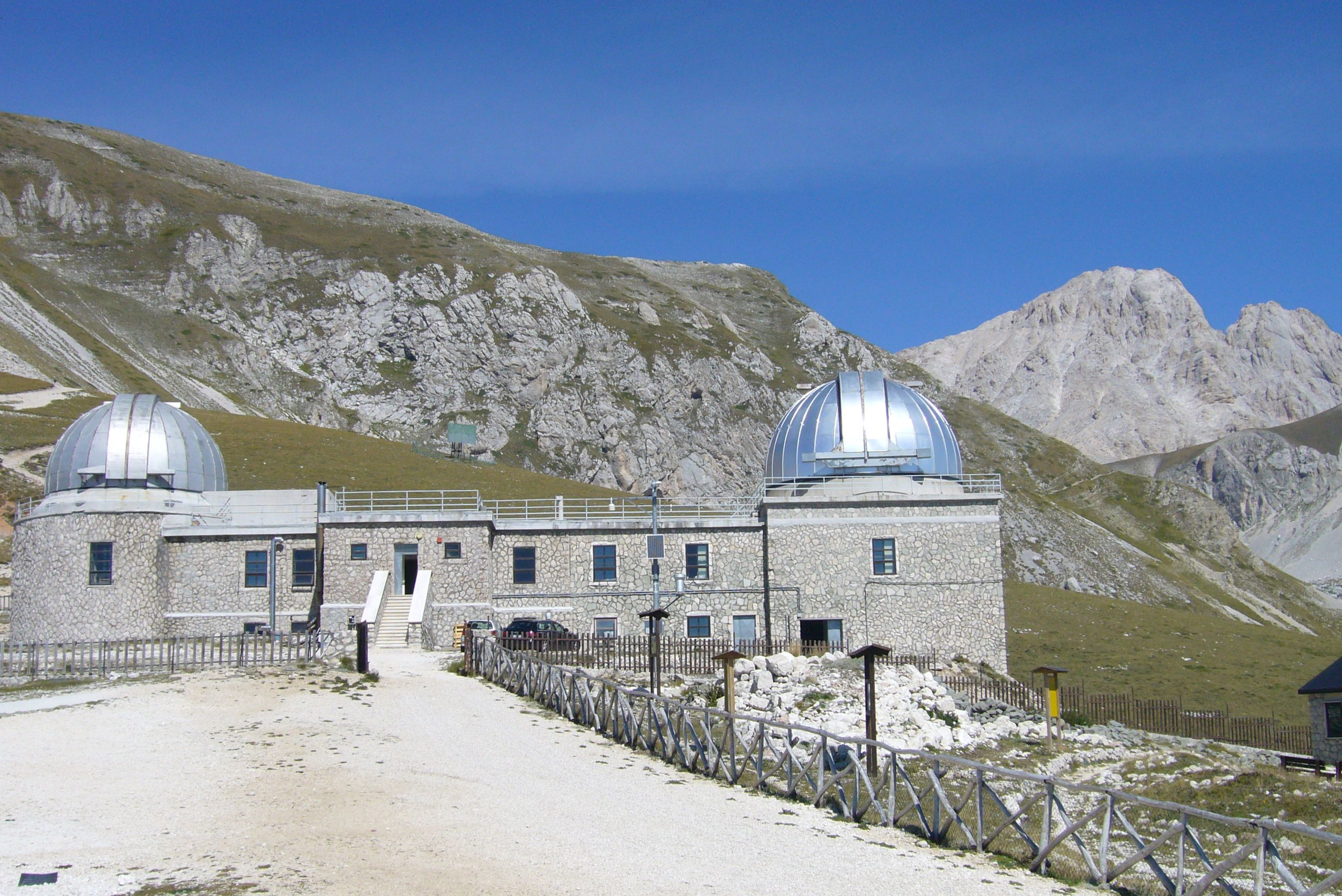
Osservatorio astronomico di Campo Imperatore

- MAAG - Museo Abruzzese di Arti Grafiche (Castel di Ieri)
- Museo civico aufidenate Antonio De Nino (Alfedena)
- Centro di documentazione archeologica (Anversa degli Abruzzi)
- Centro visite del Gran Sasso d'Italia e antiquarium assergese (Assergi)
- Osservatorio astronomico di Campo Imperatore (Assergi)
- Museo della civiltà contadina (Ateleta)
- Museo della pastorizia (Balsorano)
- Antiquarium della Civiltà Safina (Barrea)
- Museo delle Fortificazioni (Calascio)
- Museo civico di Palazzo Nanni (Campo di Giove)
- Museo diocesano (Castelvecchio Subequo)
- Museo civico di Cerchio
- Museo Antinum (Civita d'Antino)
- Museo della civiltà contadina e pastorale (Civita d'Antino)
- Museo del lupo appenninico (Civitella Alfedena)
- Museo pinacoteca Enrico Mattei (Civitella Roveto)
- Museo etnografico de' Colucci (Civitella Roveto)
- Museo civico archeologico (Collelongo)
- Museo civico archeologico Antonio De Nino (Corfinio)
- Museo dell'orso (Gagliano Aterno)
- Museo dell'uomo e della natura (Magliano de' Marsi)
- Ecomuseo della riserva naturale Zompo lo Schioppo (Morino)
- Museo del camoscio (Opi)
- Museo Caldora (Pacentro)
- Casa museo di palazzo Sipari (Pescasseroli)
- Museo naturalistico del parco nazionale d'Abruzzo, Lazio e Molise (Pescasseroli)
- Centro verde (Ortona dei Marsi)
- Museo del merletto a tombolo (Pescocostanzo)
- Parco di Archeologia Industriale (Pettorano sul Gizio)
- Museo della documentazione delle tradizioni locali (Roccacasale)
- Museo del brigantaggio e dell'Unità d'Italia (Sante Marie)
- Museo multimediale di Astrofisica (Sante Marie)
- Museo di speleologia Vincenzo Rivera (San Demetrio ne' Vestini)
- Museo Loreto Grande (Villavallelonga)
- Museo dell'acqua (Villetta Barrea)
- Museo della lana (Scanno)
- Museo delle tradizioni contadine (Cappadocia)
- Museo delle tradizionali locali (Villalago)
- Museo delle telecomunicazioni (Ortucchio)

## Provincia di Chieti

### Chieti

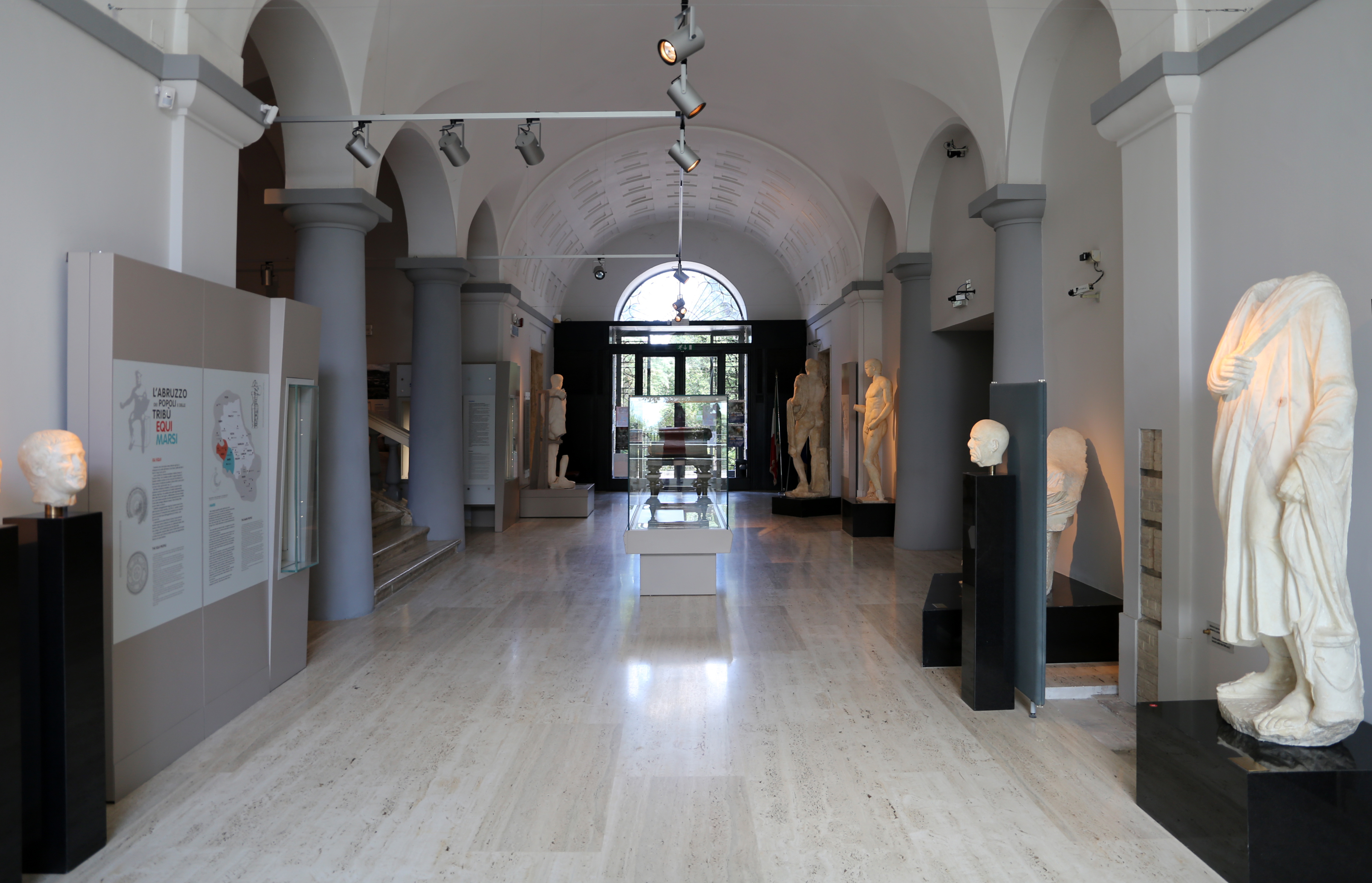
Il corridoio di ingresso al MANDA, con le statue romane

- Museo d'arte Costantino Barbella, presso il palazzo Martinetti-Bianchi, dedicato alla collezione d'arte teatina del Barbella, delle ceramiche di Castelli, e di affreschi della scomparsa chiesa di San Domenico.
- Museo palazzo de' Mayo: di proprietà della Fondazione CariChieti, ospita collezioni di opere di vari pittori, tra cui Aligi Sassu e Francesco Polo Michetti.
- Museo archeologico nazionale d'Abruzzo (MANDA): situato nella casina Frigerj nella villa comunale di Chieti, ospita il guerriero di Capestrano al piano terra, la sala della numismatica abruzzese, la sala della collezione "Giovanni Pansa", e al piano superiore un percorso storico dei popoli italici d'Abruzzo.
- Museo archeologico La Civitella: situato presso l'anfiteatro romano della Civitella, è stato realizzato nel 2014 in forma definitiva, ed è dedicato alle opere archeologiche rinvenute a Chieti, e a una ricostruzione storico-urbana dell'antica città di Teate Marrucinorum. Di interesse il sepolcro funebre di Lusius Storax.
- Museo di storia delle scienze biomediche (o anche Museo Universitario): si trova presso l'ex palazzo OND, in piazza Trento e Trieste, è gestito dall'Università degli Studi "Gabriele d'Annunzio", e ospita nel piano superiore una collezione di reperti che mostrano la storia della flora e della fauna geologica nell'Abruzzo, specialmente nella provincia di Chieti, con ricostruzioni di scheletri animali e umani, come quello dell'australopiteco Lucy, o dell'uomo del Similaun. Il piano inferiore ospita tre collezioni molto ricche di reperti scientifici, animali impagliati, provenienti dal collegio del Convitto Nazionale di Chieti, dall'istituto tecnico commerciale Gagliani, e dall'istituto "Isabella Gonzaga" di Chieti.
- Museo diocesano teatino: attualmente è in fase di riallestimento, si trova in alcune sale della chiesa di San Domenico al corso, e ospita opere d'arte sacra prelevate dalle chiese di Chieti e della sua provincia, come tele, affreschi e statue di pregevole valore.

### Guardiagrele

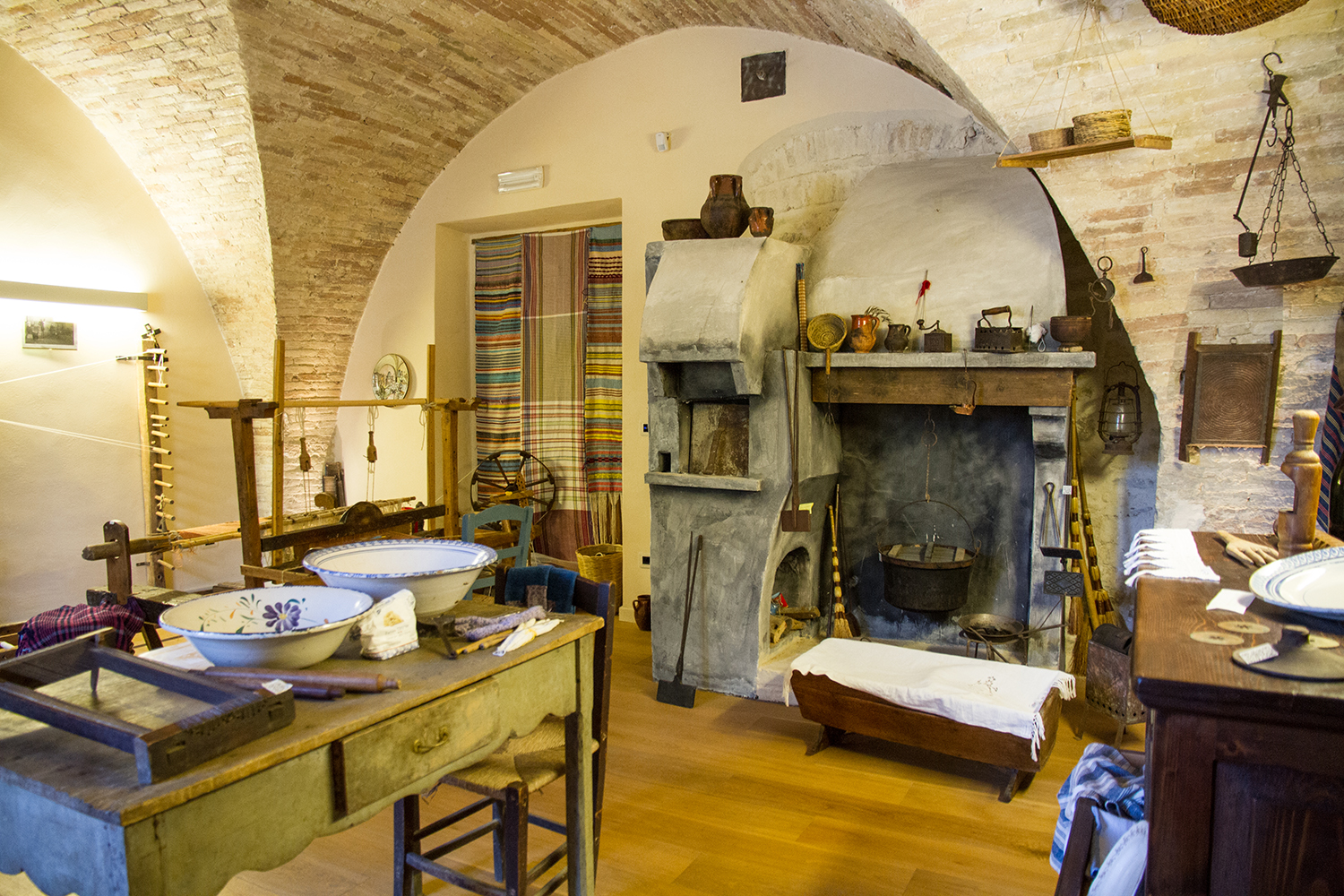
Museo del costume della nostra gente, Guardiagrele

- Museo archeologico di Guardiagrele "Don Filippo Ferrari": ospitato nei locali dell'ex convento di San Francesco, è dedicato principalmente alla collezione archeologica della necropoli di Comino (frazione guardiese), raccolta dal canonico don Ferrari nel 1913, successivamente ospita le nuove scoperte effettuate nella frazione e in altre località del circondario di Guardiagrele.
- Museo del costume e della tradizione della nostra gente: situato all'interno dell'ex convento di San Francesco, zona del chiostro, ospita strumenti e utensili di lavoro della campagna
- Museo del duomo "Don Domenico Grossi": ospitato in un'ala della Cattedrale, è dedicato alla raccolta di oggetti sacri di valore provenienti dalla stessa chiesa, di interesse il ricomposto Crocifisso di Nicola da Guardiagrele (XV sec).
- Museo dell'artigianato artistico abruzzese: museo situato in via Roma presso l'ex convento delle Clarisse, protagonista anche della mostra omonima che si tiene in agosto, è dedicato alla valorizzazione dell'artigianato popolare abruzzese, specialmente la lavorazione della pietra della Maiella, della ceramica dipinta, e dell'arte orafa che vanta una lunga tradizione a Guardiagrele.
- Antiquarium medievale "Antonio Cadei": allestito nel 2018, accanto al museo archeologico, è dedicato alla conservazione di oggetti d'arte sacra, specialmente frammenti di statue e bassorilievi provenienti dalle chiese di Guardiagrele.

### Ortona

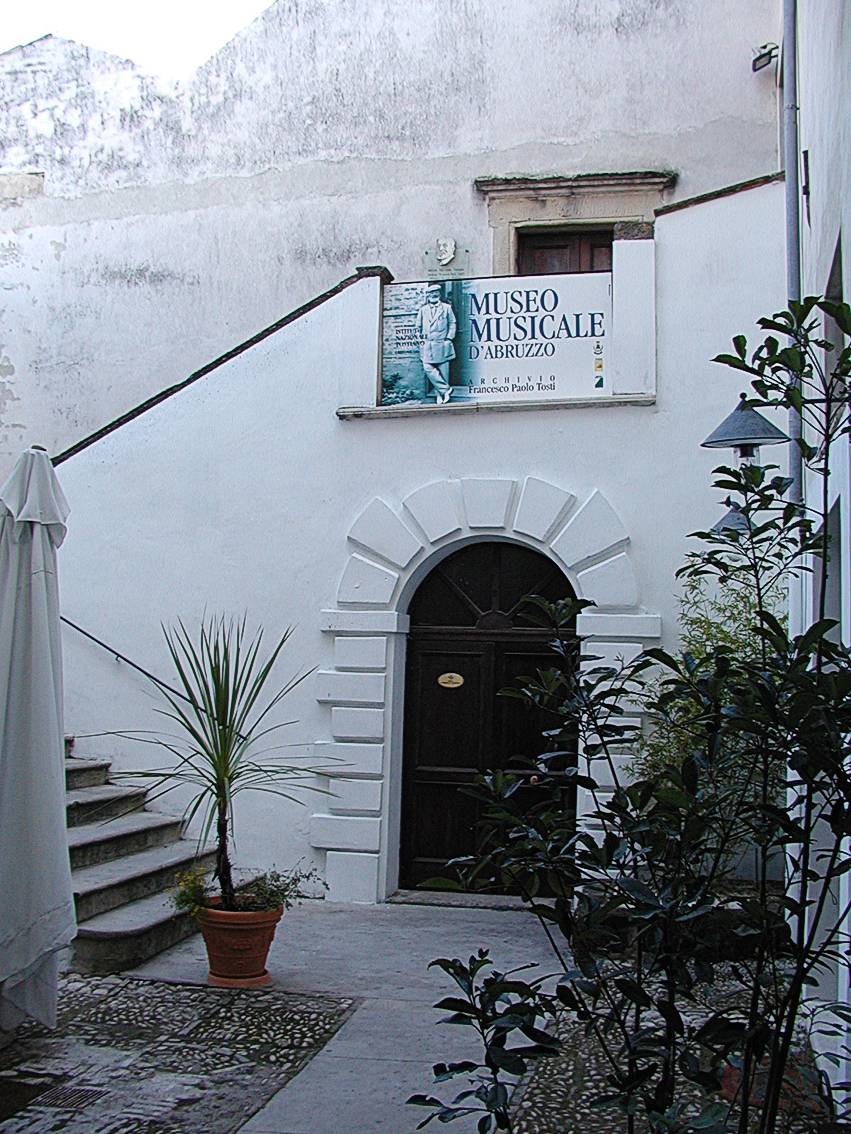
Ingresso al Museo Musicale d'Abruzzo, Palazzo Corvo (Ortona)

- Museo diocesano di Ortona (Museo Capitolare): situato in un'ala della cattedrale di San Tommaso, è dedicato alla collezione di opere d'arte (tele settecentesche di Pasquale Bellonio, affreschi, frammenti di sculture, dell'orologio a meridiana) provenienti dall'antica cattedrale distrutta nel 1943, e da altre chiese ortonesi.
- Museo civico d'arte contemporanea - Pinacoteca Cascella nel Palazzo Farnese, è dedicato alla memoria di Basilio Cascella e dei figli Michele e Tommaso, anch'essi artisti, di cui si conservano tele, sculture in ceramica di Rapino (CH), e progetti, come le geometrie che sono state realizzate in pietra marina presso il corso Vittorio Emanuele di Ortona, progetto di Tommaso Cascella. Il museo al piano terra del palazzo, ospita anche la collezione Ex Libris Mediterraneo.
- Museo della battaglia di Ortona (MUBA): ospitato dal 2002 nell'ex convento di Sant'Anna in via Garibaldi, è dedicato alla memoria della tragica battaglia di Ortona (21-28 dicembre 1943), con esposizione di cimeli di guerra, donazioni da parte di ex soldati canadesi, e testimonianze fotografiche e filmiche. Nel 2018 il museo ha subito un riallestimento e riammodernamento, con la costruzione di un plastico gigante di Ortona prima e dopo la guerra.
- Museo musicale d'Abruzzo e Archivio Francesco Paolo Tosti: ospitato nel palazzo Corvo in corso Matteotti, si propone di ricostruire l'ambiente vittoriano londinese in cui visse il giovane Tosti quando fu precettore dei figli della Casa Reale di Londra. Il museo si compone di sue stanze riarredate alla maniera tardo ottocentesca, con esposizione di fotografie e lettere originali del Tosti e dei suoi colleghi, e una sala con pianoforte per le esercitazioni musicali; infine il museo dispone di un'aula biblioteca con l'archivio, che conserva anche opere di Luigi Dommarco e Guido Albanese, i massimi esponenti del festival musicale popolare della Maggiolata ortonese.

### Palena
- Museo dell'orso marsicano o MOM, ospitato nell'ex convento di Sant'Antonio.
- Museo geopaleontologico Alto Aventino: ospitato nel castello ducale.
- Raccolta "O. Recchione": in via Trento e Trieste
- Museo Casa degli artisti e uomini illustri di Palena, di cui fa parte la raccolta "Oreste Recchione"

### Lanciano

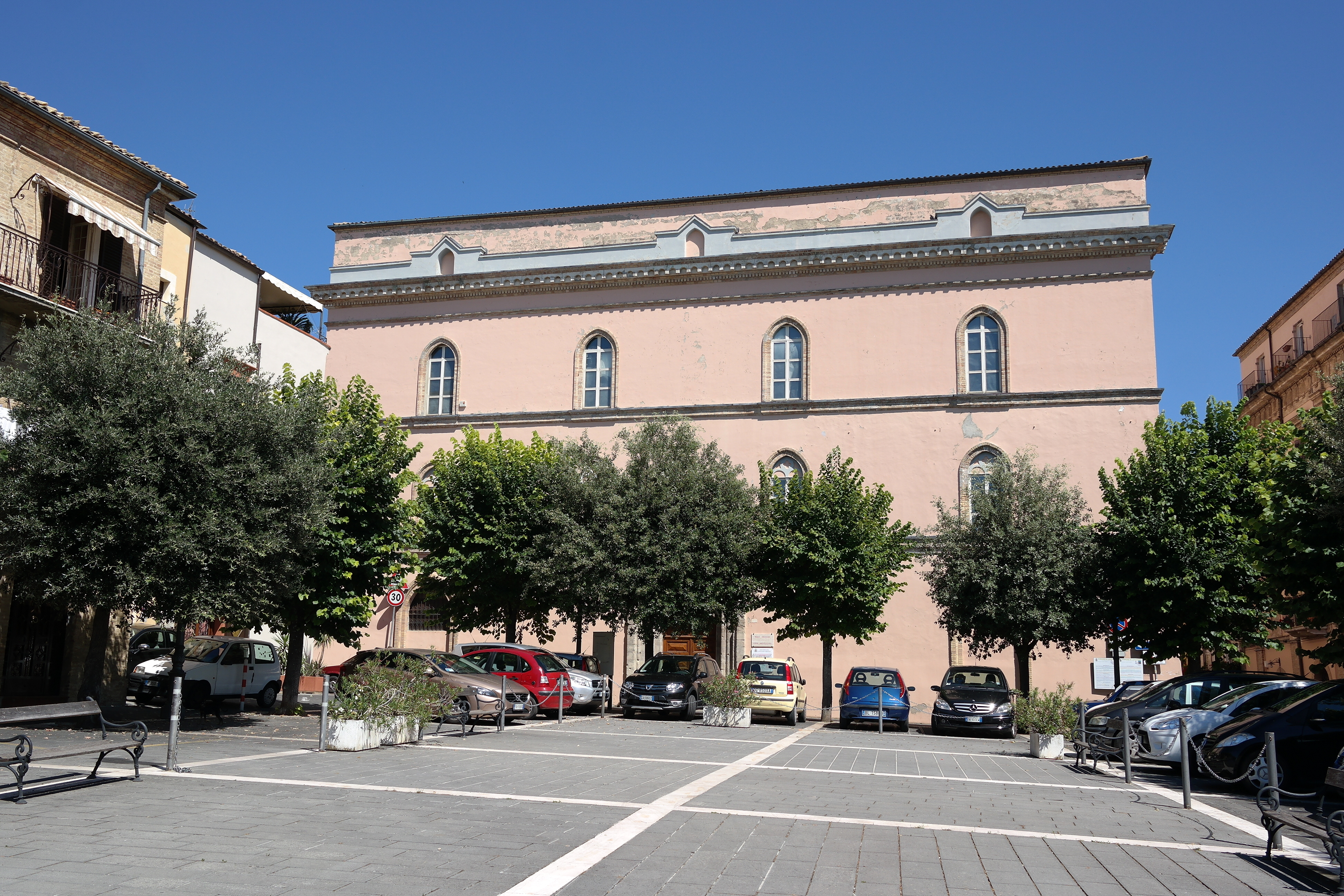
Palazzo arcivescovile di Lanciano, sede del museo diocesano

- Museo di Archeologia Urbana e dei Commerci antichi in Abruzzo, confluito nel 2011 nel Polo museale "Santo Spirito", presso l'ex convento dei Celestini
- Museo diocesano, ospitato nel Palazzo arcivescovile, allestito nel 2002, principale museo civico di Lanciano, dedicato alla conservazione di opere d'arte sacra provenienti dalle principali chiese di Lanciano, anche da quelle oggi scomparse.
- Polo museale archeologico di Santo Spirito, allestito nel 2011 nell'ex convento dei Celestini, ospita la collezione archeologica di ceramiche rinvenute nel territorio lancianese e negli scavi nel centro storico, oltre a statuette, come la testa di Mercurio. L'allestimento offre anche cartellonistica con citazioni delle ricerche del dott. Andrea Staffa.
- Museo Civico, sino al 2011 era ospitato nel palazzo Stella in via Cavour, poi nel 2011 è stato parzialmente riallestito nell'ex convento dei Celestini.
- Casa Museo di Federico Spoltore, visitabile su prenotazione verso i discendenti di Spoltore, si trova in via Garibaldi, davanti all'abside della chiesa di Santa Maria Maggiore. Conserva le stanze della casa interamente affrescate da Federico in stile eclettico e allegorico.

### Vasto

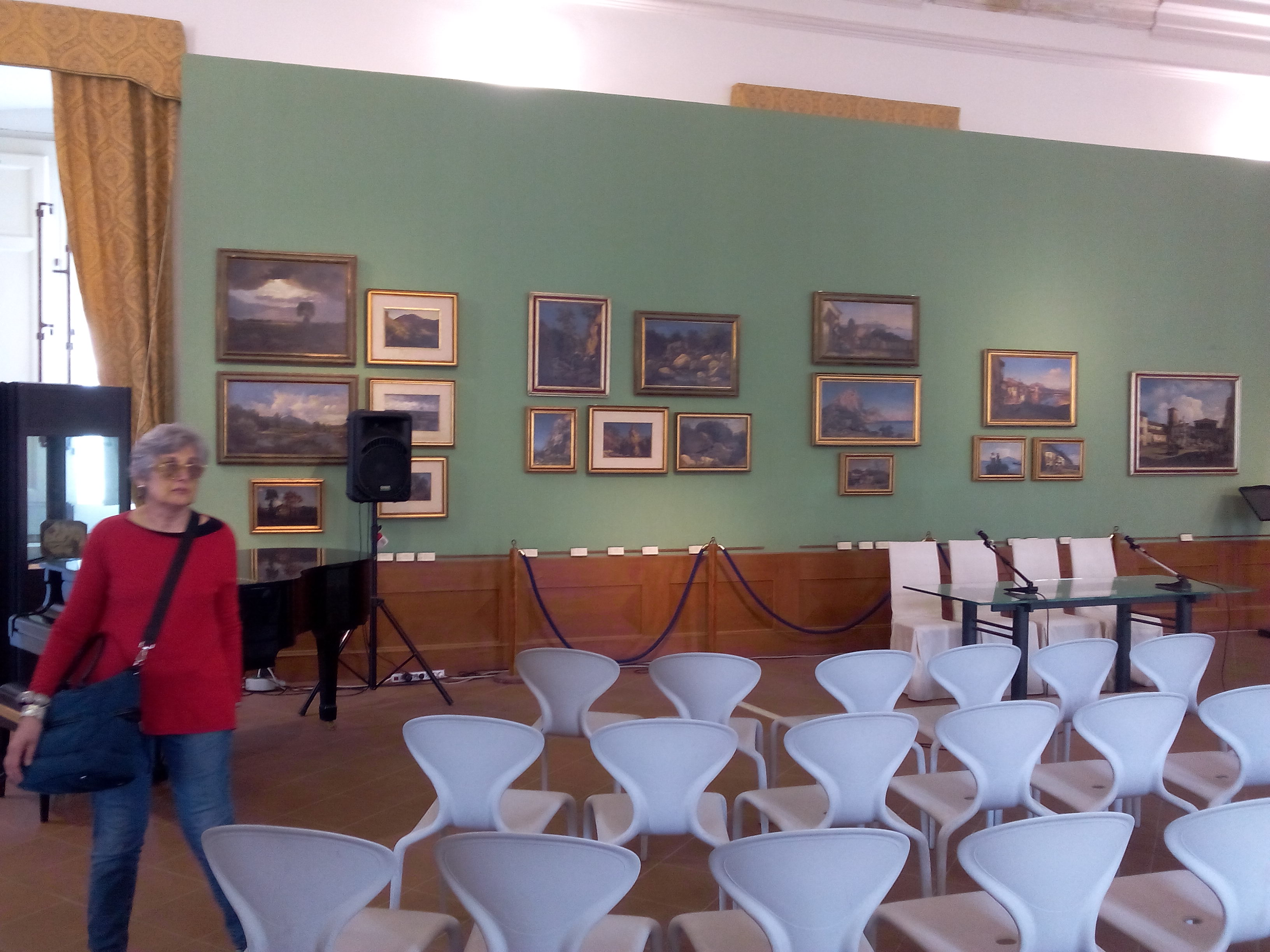
Pinacoteca di palazzo d'Avalos a Vasto: sala Nicola Palizzi

- Musei Civici di Palazzo D'Avalos: Pinacoteca, Vasto, dedicata ai fratelli Palizzi e ad altri pittori vastesi del XIX-XX secolo
- Musei Civici di Palazzo D'Avalos: Museo del costume antico, Vasto
- Musei Civici di Palazzo D'Avalos: Sezione Archeologica, Vasto

### Altri

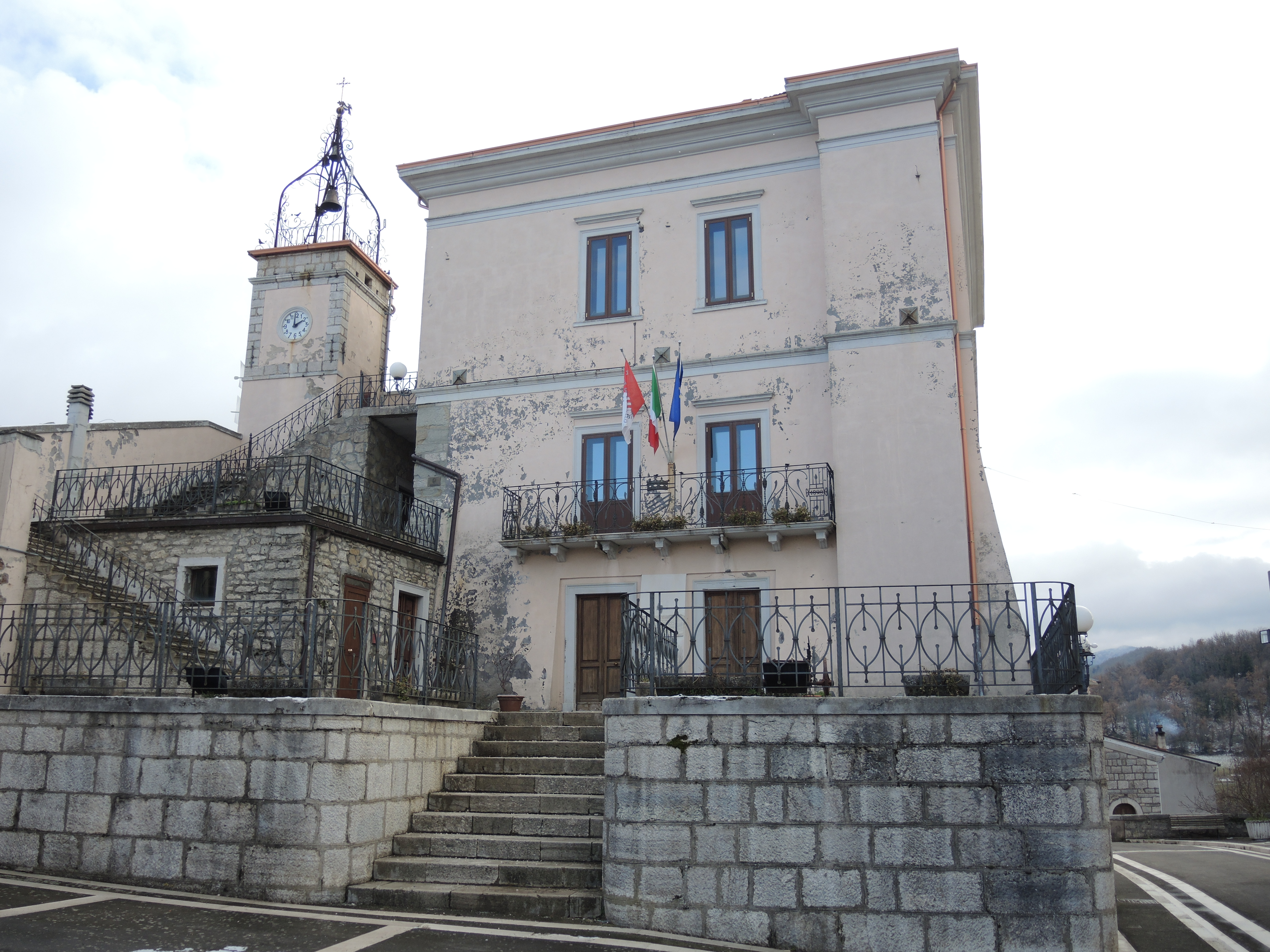
Palazzo comunale di Borrello, sede del museo delle tradizioni contadine

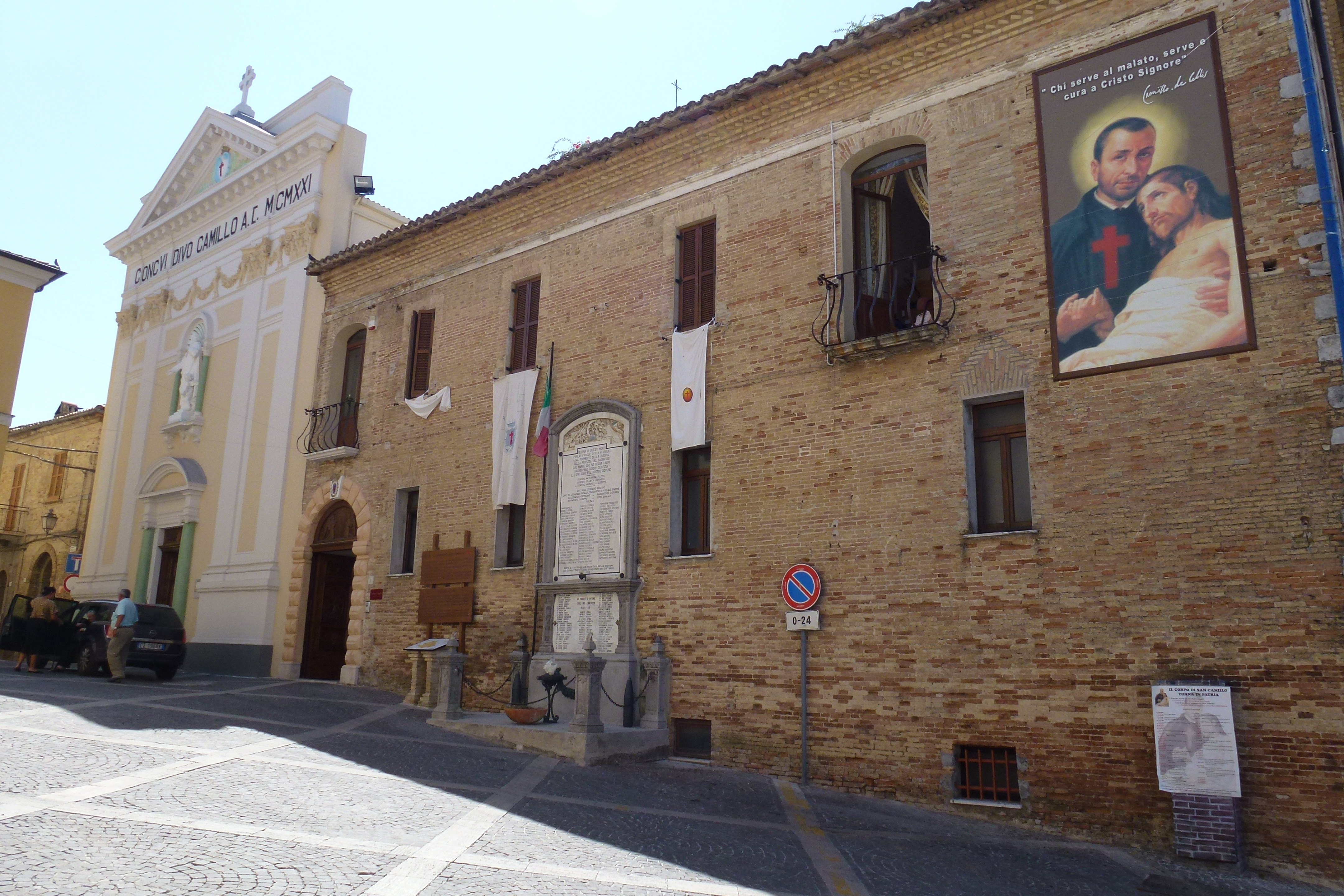
Santuario di San Camillo de Lellis, Bucchianico

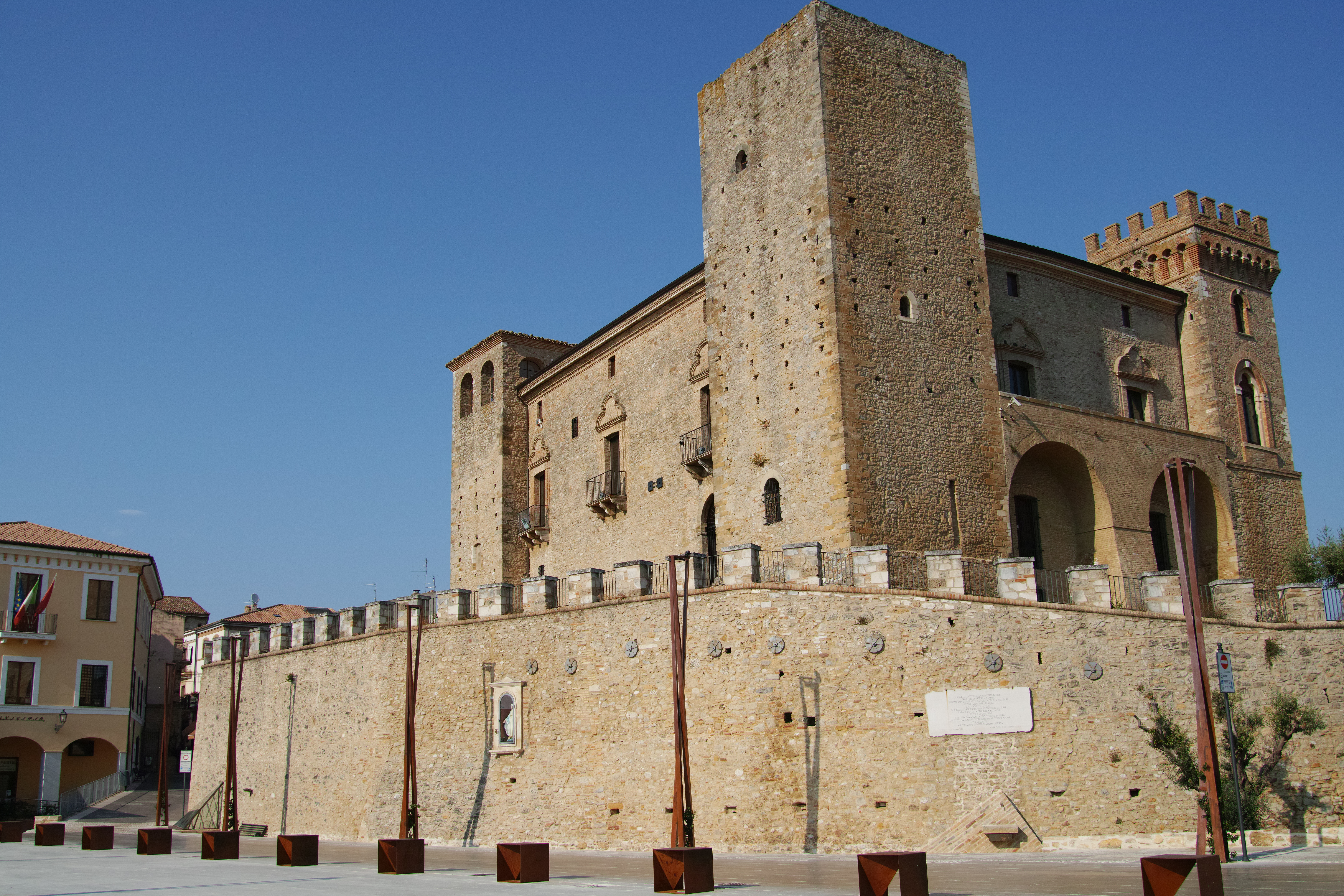
Castello ducale di Crecchio, sede del Museo bizantino altomedievale dell'Abruzzo

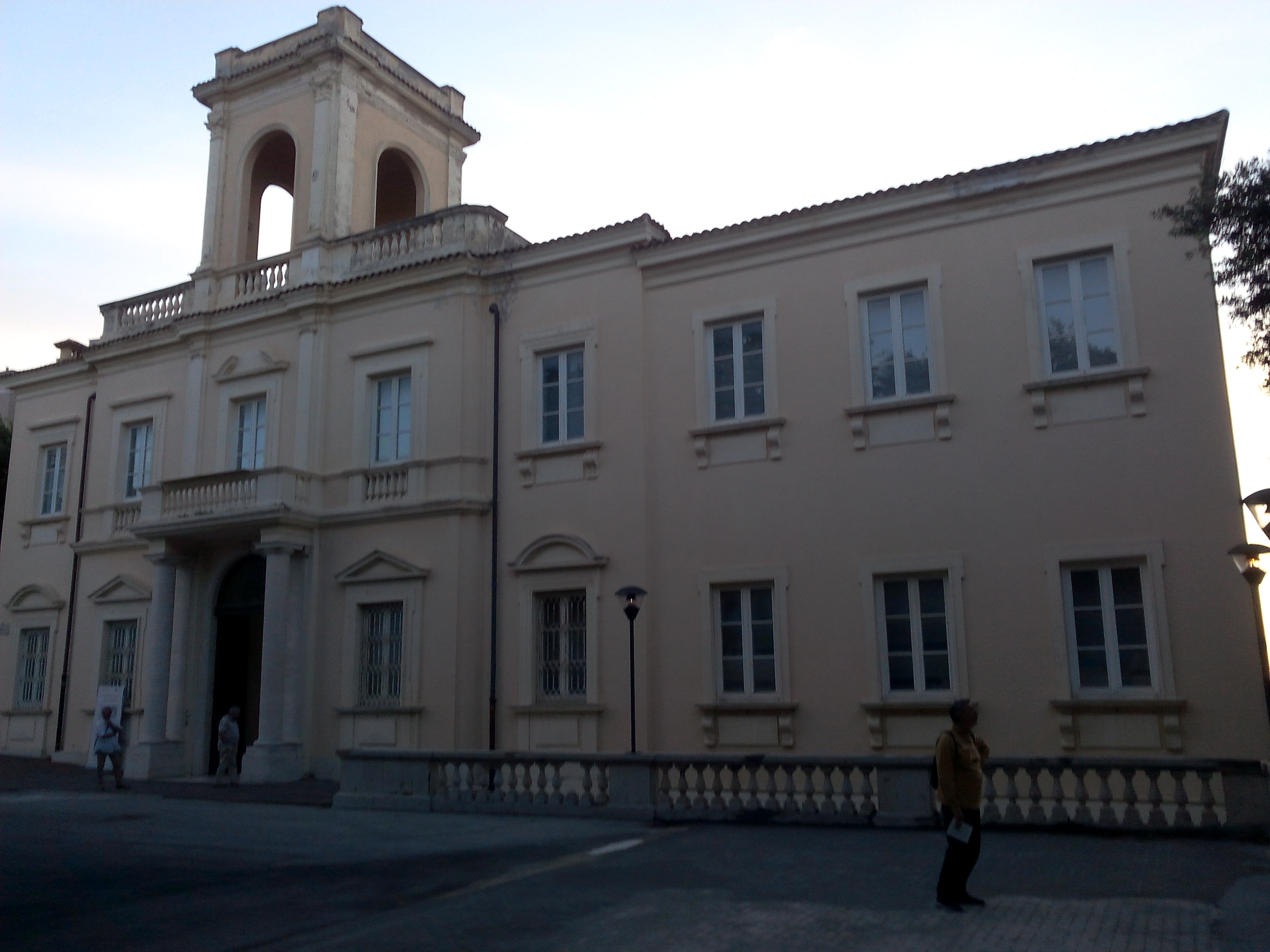
Museo Michetti a Francavilla al Mare

- Museo del peperone dolce, Altino, via Roma, su prenotazione
- Museo Aligi Sassu, Atessa, in un palazzo settecentesco in corso Vittorio Emanuele
- Mostra permanente del presepe abruzzese, Atessa, presso l'ex mercato coperto in piazza Oberdan, su prenotazione
- Museo Etnografico, Bomba
- Museo civico memorie della vita contadina, Borrello, presso il palazzo comunale in piazza Marconi
- Museo del santuario di San Camillo de Lellis, Bucchianico, presso il santuario in piazza San Camillo
- Museo del maiale, Carpineto Sinello
- Museo della storia del santuario della Madonna dei Miracoli, cripta e sala Fagiolo, Casalbordino
- Museo polifunzionale del castello ducale, Casoli, presso il castello ducale Masciantonio: Museo del costume tradizionale, museo dannunziano e "sala Ariel", Museo della memoria della guerra con la sala "Lionel Wigram"
- Centro di documentazione permanente sulle Case di terra Cruda, Casalincontrada, via Michetti
- Museo civico, Castel Frentano, presso il palazzo comunale, su prenotazione
- Museo delle tradizioni familiari, Castiglione Messer Marino
- Museo civico Calliope, Civitaluparella, piazza Marconi
- Museo archeologico dell'Abruzzo bizantino ed alto medievale, Crecchio, presso il castello ducale
- Museo naturalistico e centro visite della Maiella, Fara San Martino, palazzo comunale
- Museo Michetti (MuMi), Francavilla al Mare, ospitato nel palazzo San Domenico, nel centro storico, dedicato a Francesco Paolo Michetti e ad artisti contemporanei.
- Museo navale "E. Masci", Francavilla al Mare, presso Torre Ciarrapico

- Pinacoteca del palazzo baronale Caccianini, Frisa, via dei Frisi, su prenotazione
- "Museo all'aperto del Gesso", Gessopalena, il borgo antico distrutto dai tedeschi, costruisce la passeggiata museale.
- Museo per l'Arte e l'Archeologia del Vastese, San Buono, presso il convento di Sant'Antonio; dal 2012 è ospitato nel castello D'Avalos della vicina Monteodorisio.
- Museo Naturalistico Archeologico "M. Locati", Lama dei Peligni, in via S. Rocco, dedicato all'archeologia locale e allo studio del camoscio appenninico abruzzese.
- Museo itinerante, "i luoghi del borgo", costituisce il borgo di Montelapiano col belvedere della villa comunale
- Museo per l'economia tra l'antichità ed il Rinascimento, Monteodorisio, presso il castello D'Avalos, insieme al "Museo archeologico del Vastese".
- Museo dell'area archeologica di Juvanum, Montenerodomo, località Palazzo nel sito archeologico di Juvanum.
- Museo della Civiltà Contadina e dei Castelli Abbandonati del Vastese, Palmoli, presso il castello marchesale
- Museo archeologico della Torre Romana, Pennapiedimonte, via Umberto I, centro storico
- Museo del Lupo, Pretoro, via Salita Purgatorio
- Museo delle ceramiche "Fedele Cappelletti", Rapino, presso l'ex convento di Sant'Antonio, su prenotazione
- Museo delle armi medievali e del brigantaggio, Roccascalegna, castello medievale
- Centro di documentazione sulla flora e fauna locale, Rocca San Giovanni, località Vallevò, costa dei trabocchi
- Museo civico di scienze naturali, San Giovanni Teatino alta
- Parco archeologico del Quadrilatero, San Salvo
- EnoMuseo - Museo del vino - Tollo, via Cesare Battisti
- Museo civico del palazzo baronale, Torrevecchia Teatina, presso il palazzo Valignani in piazza San Rocco
- Mostra archeologica "Cercando Herentas", Tufillo
- Museo dei cuochi, Villa Santa Maria, presso l'istituto alberghiero
- Museo e casa di San Francesco Caracciolo, Villa Santa Maria, corso Umberto I, chiesa di San Francesco Caracciolo. Altri locali del museo civico sono a poca distanza, nel palazzo ex orfanotrofio di Vico Supportico.

## Provincia di Pescara

### Pescara

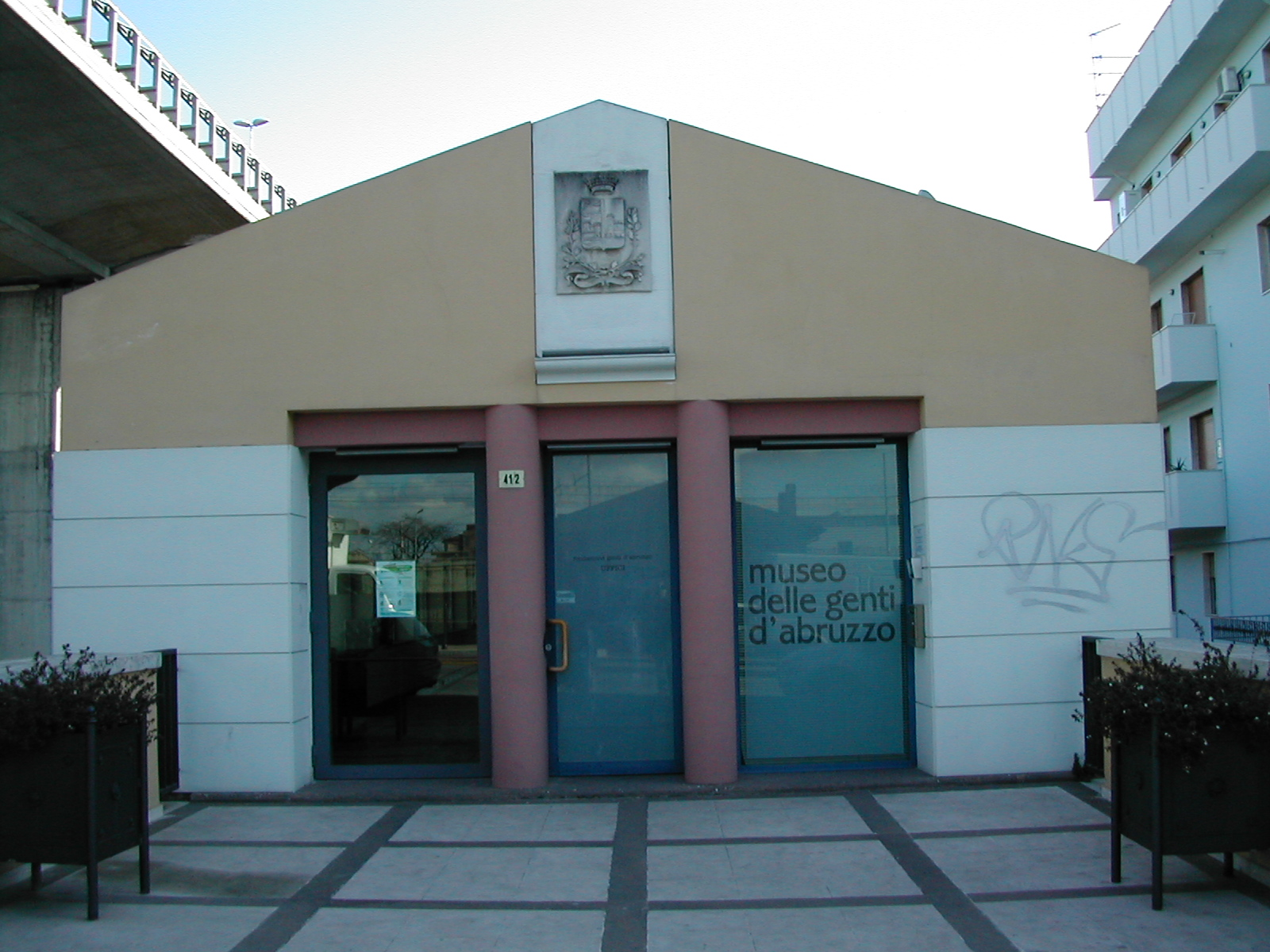
Museo delle Genti d'Abruzzo

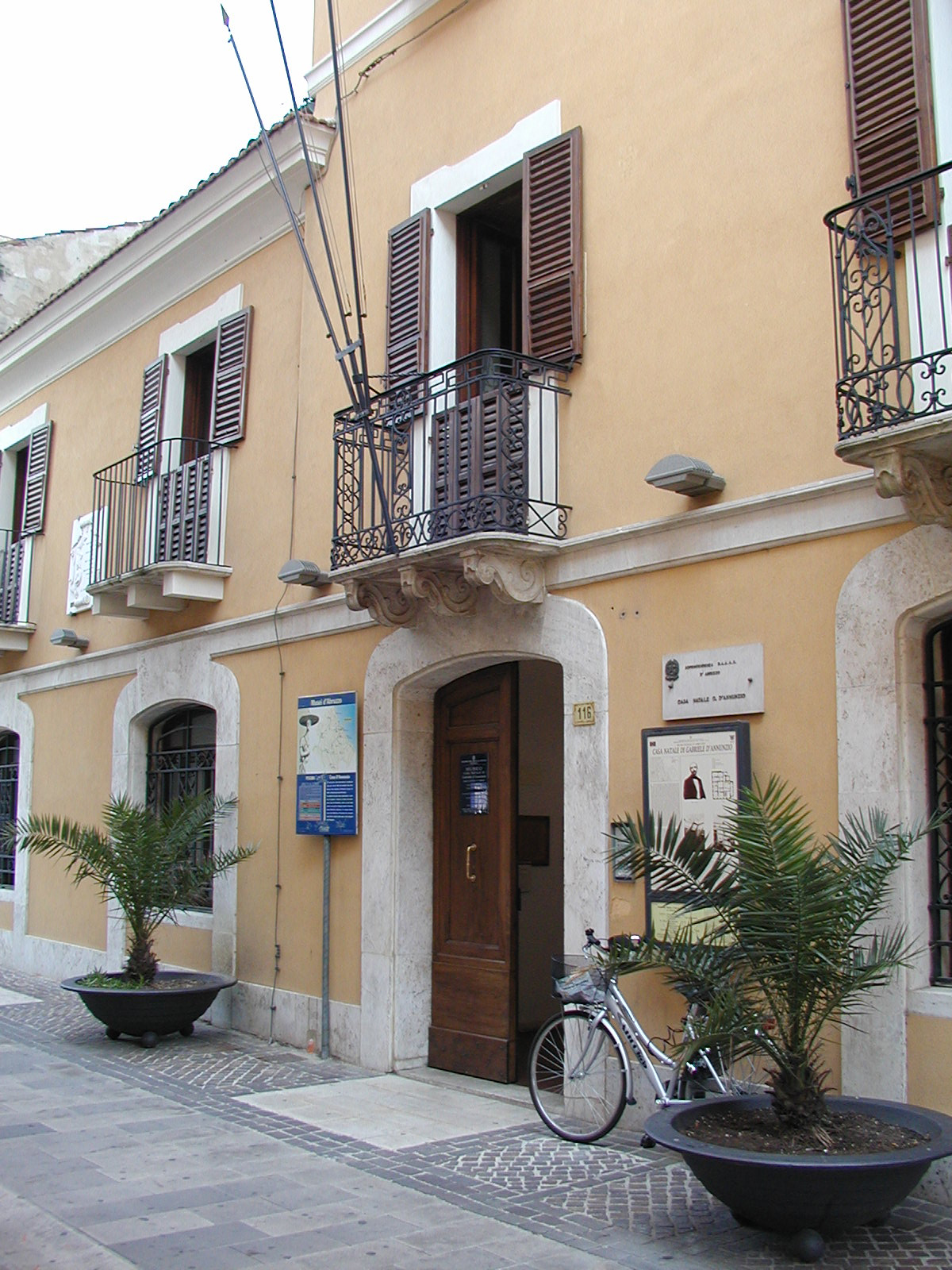
Casa D'Annunzio, Pescara

- Museo dell'Ottocento: in via Gabriele D'Annunzio  inaugurato il 18 settembre nel 2021. Con sede nello storico edificio dell’ex Banca d’Italia a Pescara, il Museo dell’Ottocento ospita la collezione di opere dell’Ottocento italiano e francese dei coniugi Venceslao Di Persio e Rosanna Pallotta.

- Museo Paparella Treccia Devlet: presso villa Urania in via Regina Margherita, ospita la collezione Treccia Devlet delle ceramiche di Castelli (TE)
- Museo casa natale Gabriele D'Annunzio: nella zona storica Portanuova sul corso Manthonè
- Museo d'arte moderna Vittoria Colonna: sul lungomare Matteotti, ospita opere d'arte di autori contemporanei
- Museo delle genti d'Abruzzo: principale museo di Pescara, ospitato nella zona Portanuova, lungo via delle Caserme, presso le casermette borboniche; è dedicato alla storia dell'uomo in Abruzzo, dalla Preistoria sino all'epoca contemporanea, con allestimenti di ricostruzione della tipica abitazione contadina abruzzese, e strumenti domestici. Il museo ospita anche la galleria della vecchia fortezza spagnola, un auditorium, e la biblioteca civica "Vittoria Colonna".
- Imago Museum: inaugurato nel febbraio 2021 nei locali dell'ex Banco di Napoli, lo spazio espositivo di 1200 metri quadrati è destinato a mostre temporanee di opere d’arte moderna, contemporanea e di fotografia.[1]
- Museo civico Basilio Cascella: situato in viale Marconi presso lo storico stabilimento litografico di Cascella, è dedicato elle opere pittoriche e ceramiste di Cascella, di cui si ricorda Il bagno della pastora.
- Mediamuseum: allestito nel 2005 in piazza Alessandrini, presso l'ex tribunale civile di Pescara, è dedicato al cinema e alle pellicole girate in Abruzzo.
- Fuga dal Museo: progetto del 2017 indirizzato come un museo itinerante per Pescara, dedicato alla memoria di Pietro Cascella e non, e alle sue opere a Pescara, la Nave sul lungomare, il monumento ai caduti della guerra (piazza Garibaldi), il monumento a Ettore Carafa e Gabriele Manthonè in piazza Alessandrini, al museo civico "Basilio Cascella", al monumenti ai Martiri della Libertà in piazza Unione, ecc..
- Maison des Arts: museo di recente apertura dedicato all'arte, in un palazzo liberty di corso Umberto I
- CLAP (Comics · Lab · Art · Pescara): museo del fumetto inaugurato nel 2022, dedicato anche alla figura del fumettista Andrea Pazienza e alle sue opere.

### Loreto Aprutino
- Antiquarium "Casamarte", dedicato alla collezione archeologica del barone Antonio Casamarte di Loreto Aprutino
- Museo della civiltà contadina (chiuso dal sisma del 2009)
- Galleria delle antiche ceramiche abruzzesi (Museo Acerbo)
- Museo dell’Olio, all’interno del palazzo nobiliare Amorotti

### Penne

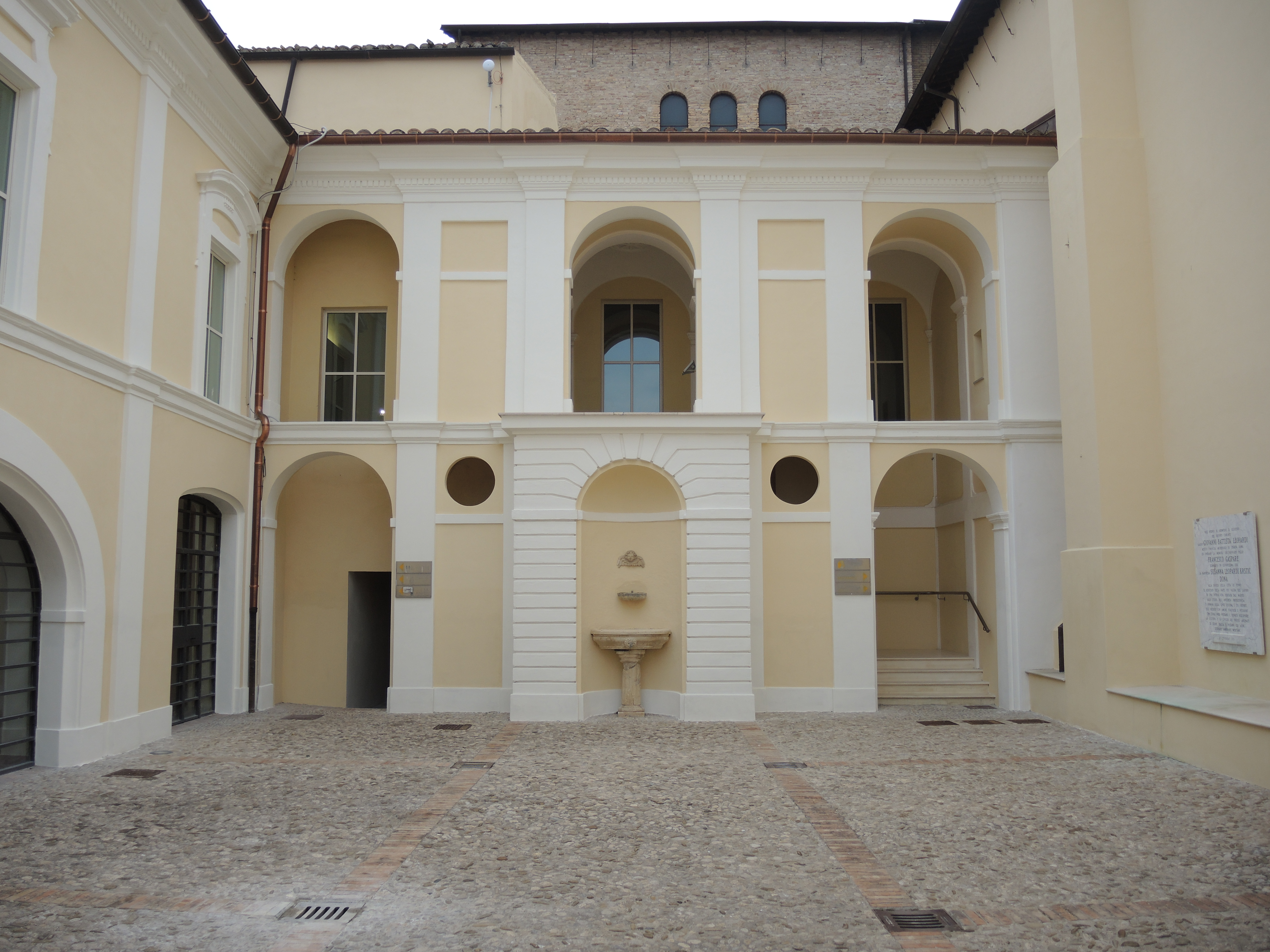
Ingresso al palazzo arcivescovile di Penne, sede del museo civico archeologico

- Museo archeologico civico diocesano "G. B. Leopardi", ospitato nel palazzo arcivescovile, accanto al Duomo
- Museo civico diocesano, chiusa a causa del terremoto del 2016, è ospitato nella cripta del Duomo
- Museo d'arte moderna e contemporanea (MAMEC), temporaneamente chiuso, è ospitato nel Palazzo Teseo Castiglione, in restauro
- Museo e biblioteca del convento di Santa Maria in Colleromano
- Museo naturalistico "N. De Leone", ospitato nella riserva naturale del lago di Penne

### Torre de' Passeri
- Museo Iconografico Dantesco, Torre de' Passeri, ospitato nel castello Gizzi
- Pinacoteca Dantesca "Fortunato Bellonzi", Torre de' Passeri, castello Gizzi

### Altri

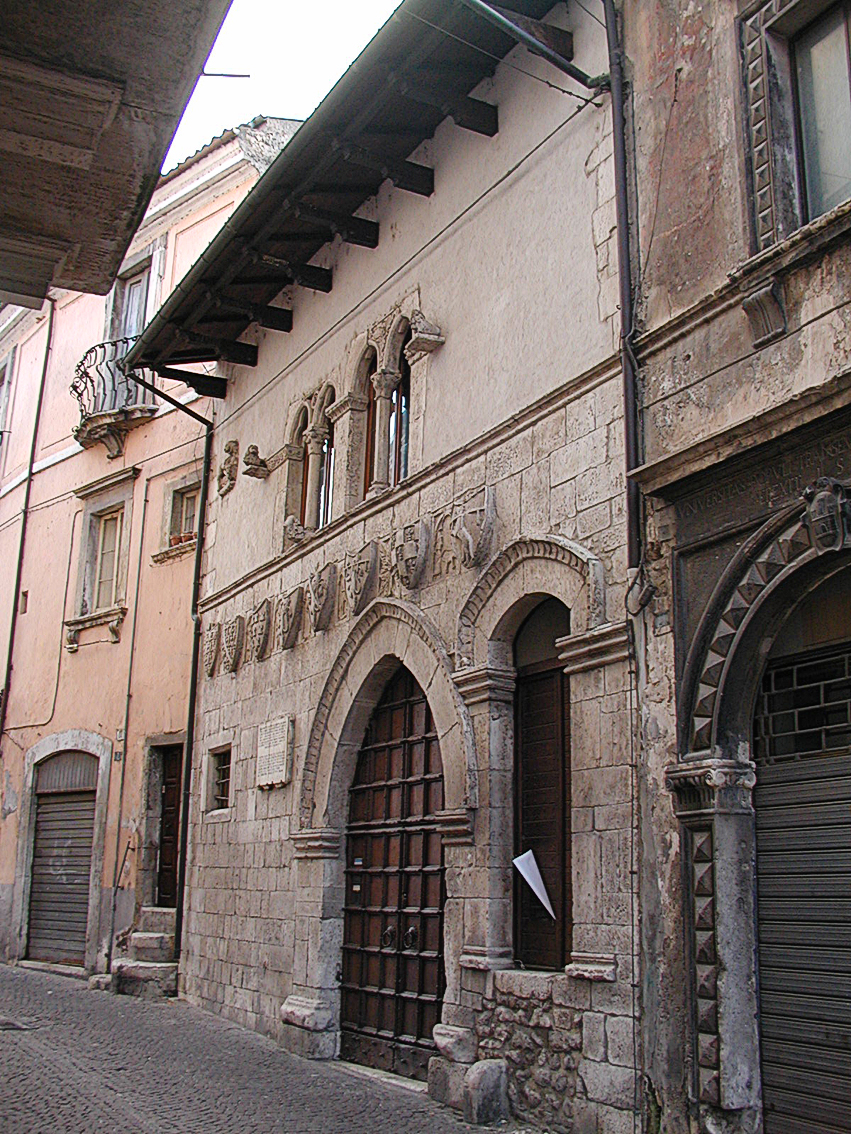
Taverna ducale di Popoli Terme

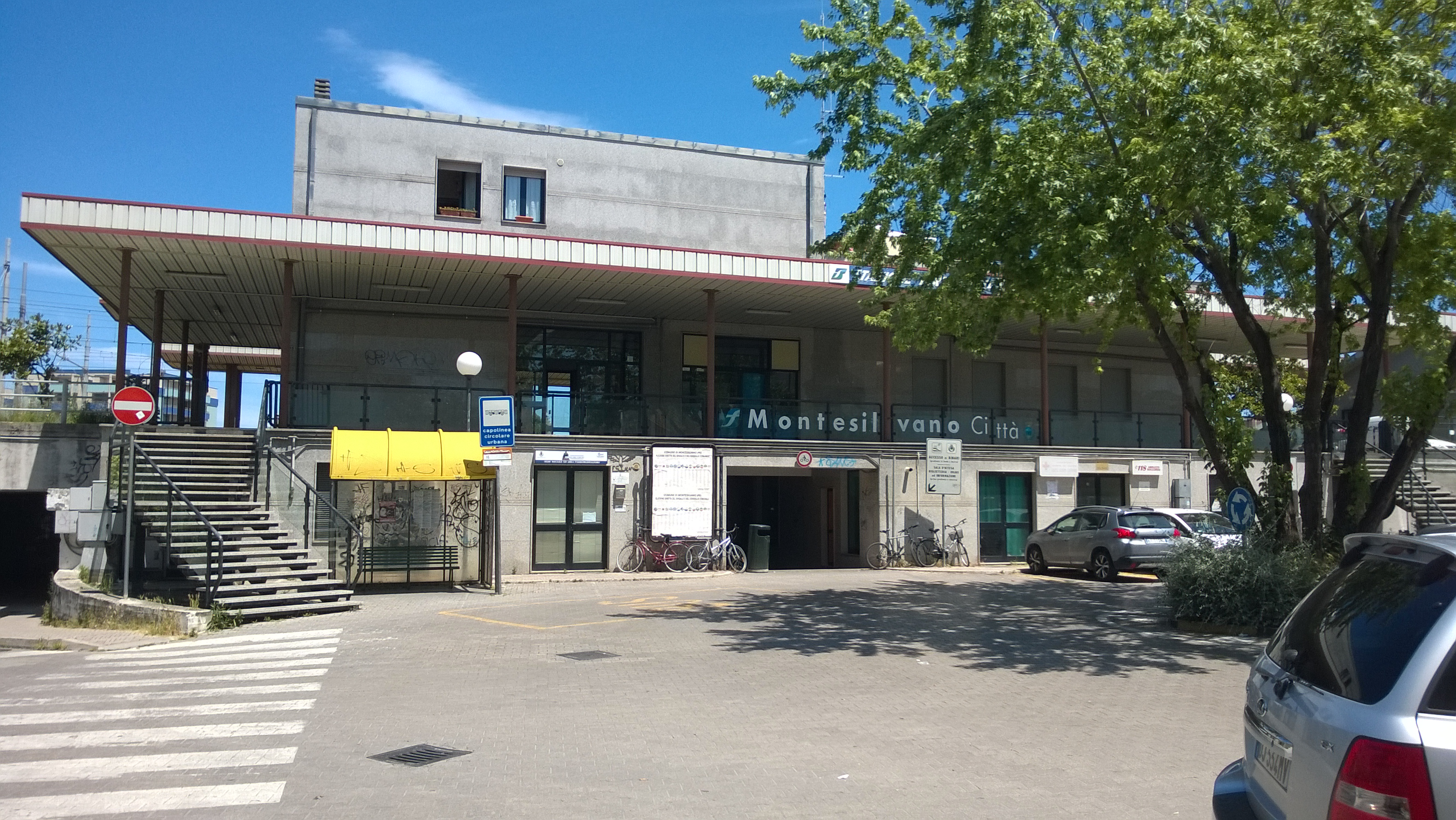
Stazione di Montesilvano, sede del Museo del treno

- Museo naturalistico "P. Barrasso" (Majambiente), Caramanico Terme, presso la riserva naturale Valle dell'Orfento
- Museolaboratorio di Arte Contemporanea, Città Sant'Angelo, vico Lupinato, centro storico
- Museo civico "Luigi Chiavetta", Città Sant'Angelo, presso l'ex chiesa del SS. Salvatore
- Museo dell'Abbazia, Castiglione a Casauria, presso l'abbazia di San Clemente
- Pinacoteca civica, Cepagatti
- Museo del Santuario del Volto Santo di Manoppello
- Museo del treno, Montesilvano, presso la vecchia stazione ferroviaria
- Museo delle arti, Nocciano, castello De Sterlich
- Luoghi della vita di San Nunzio Sulprizio, Pescosansonesco vecchio
- Museo civico della ceramica, Pianella
- Museo delle tradizioni ed arti contadine, Picciano
- Taverna ducale, Popoli Terme
- Museo internazionale delle Sacre Icone Bizantine, Rosciano, frazione Villa Badessa, chiesa di Santa Maria Assunta
- [Museo medievale borbonico], Salle, presso il castello medievale Genova a Salle vecchio
- Museo dei fossili e delle ambre, San Valentino in Abruzzo Citeriore, presso il palazzo Olivieri
- Casa natale di Francesco Paolo Michetti, Tocco da Casauria, vico II Cavour
- Museo del convento di Santa Maria del Paradiso, Tocco da Casauria

## Provincia di Teramo

### Teramo

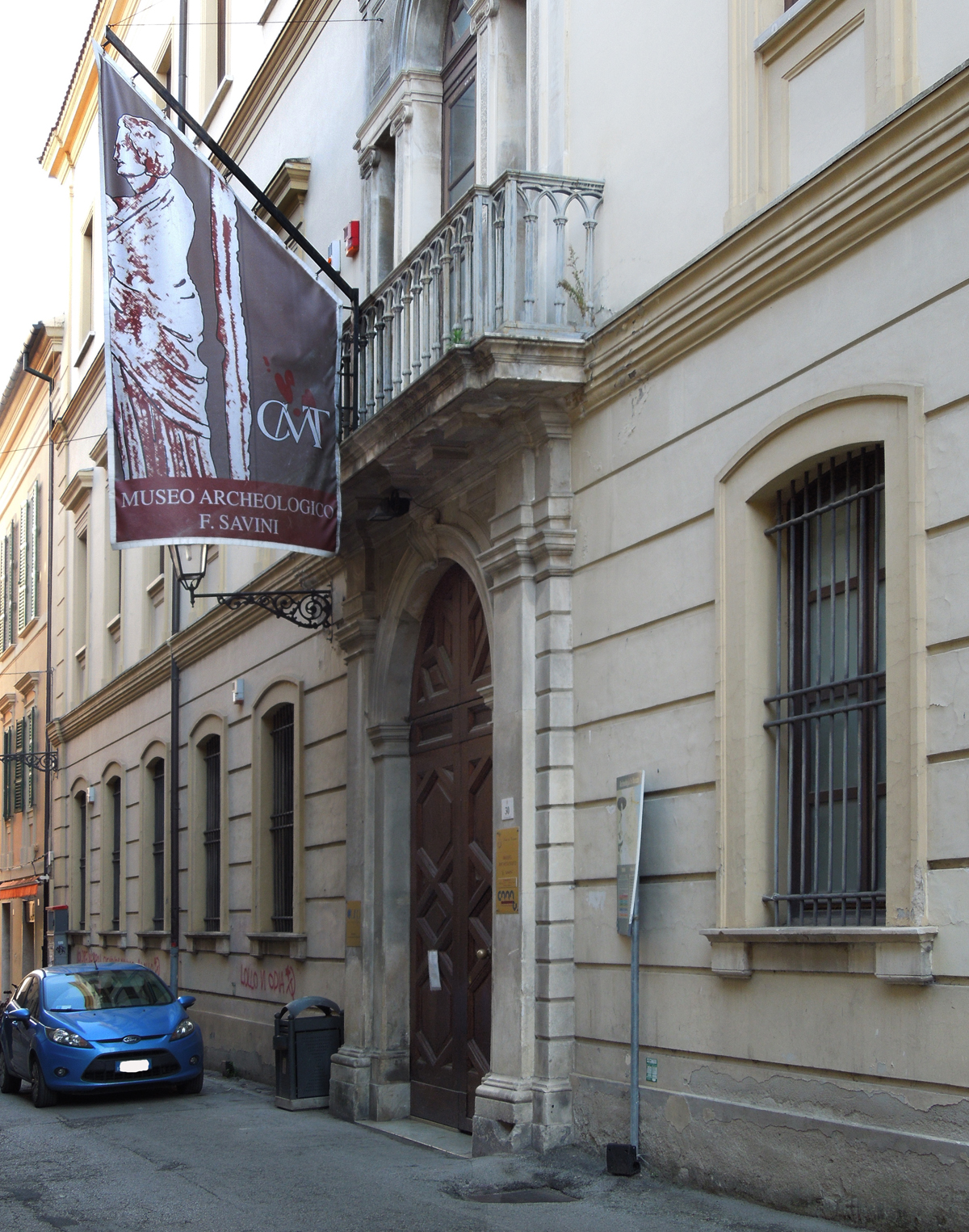
Ingresso al museo archeologico di Teramo

- Museo archeologico Francesco Savini, ospitato nel palazzo Savini
- Museo Civico (Pinacoteca comunale), presso la villa dei Tigli, è dedicato alla raccolta di opere di artisti locali e non, quali Raffaello Pagliaccetti, Pasquale Celommi, tele e polittici sacri medievali.
- Osservatorio astronomico d'Abruzzo "Vincenzo Cerulli".
- Museo del Gatto, presso la casa Urbani in piazzetta del Sole

### Atri
- Museo Capitolare, ospitato nei locali del Duomo, dedicato all'arte sacra del teramano
- Museo Etnografico
- Museo "Antonio Di Jorio"
- Museo archeologico civico De Galitiis-De Albentiis-Tascini
- Museo didattico degli Strumenti musicali
- Pinacoteca sotto le stelle "Casoli Pinta", ospitato nel palazzo ducale Acquaviva

### Giulianova
- Casa Museo "Vincenzo Cermignani"

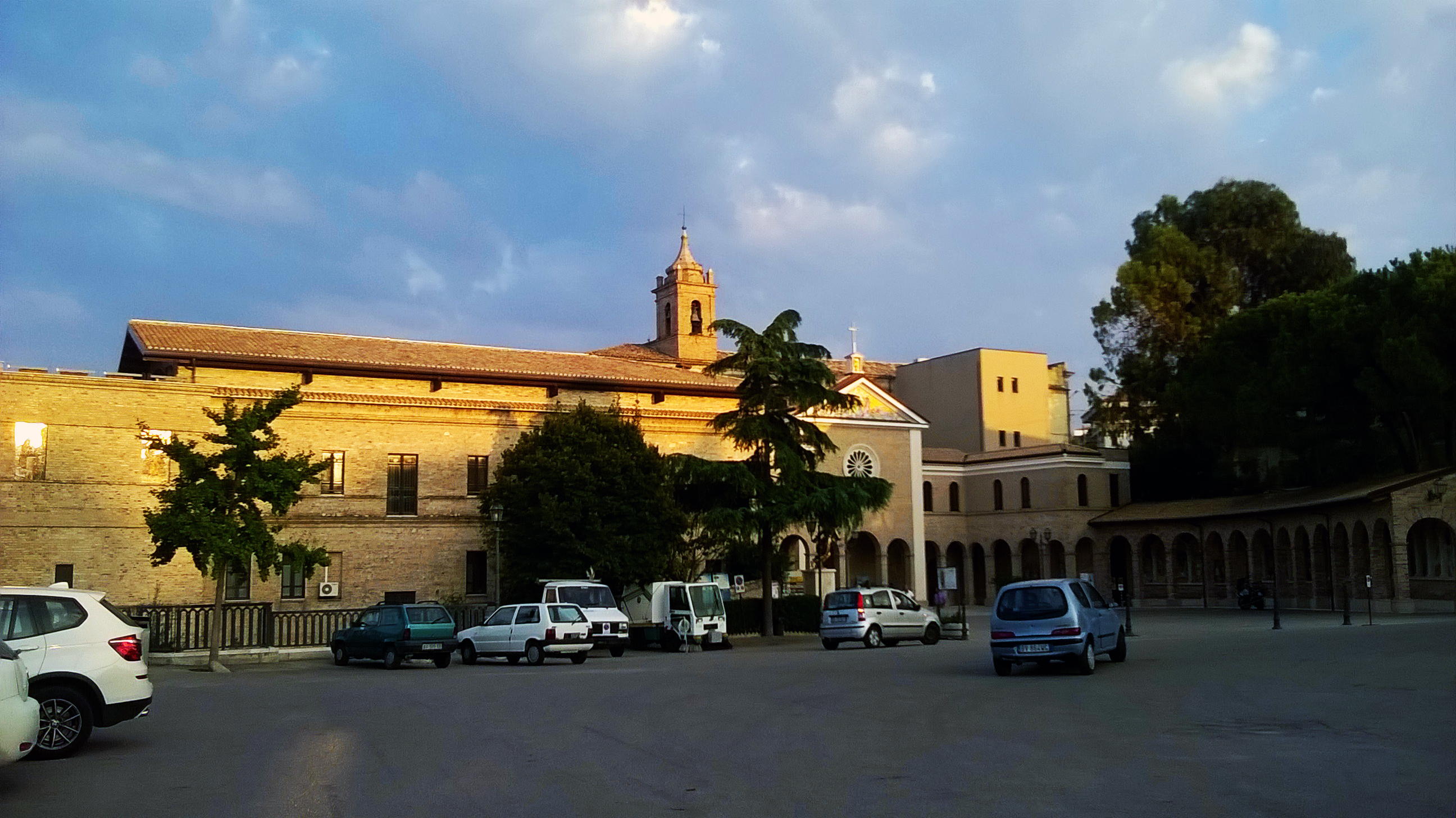
Santuario della Madonna dello Splendore, Giulianova

- Museo Archeologico "Torrione la Rocca", ospitato nel torrione delle mura medievali
- Museo d'Arte dello Splendore, presso i locali del monastero di Santa Maria dello Splendore
- Pinacoteca civica Vincenzo Bindi, presso la casa natale del filologo
- Sala civica di scultura Raffaello Pagliaccetti, presso la scuola elementare De Amicis in piazza della Libertà
- Museo casa del musicista Gaetano Braga

### Roseto degli Abruzzi
- Civica Raccolta d'Arte
- Museo Civico della Cultura Materiale

### Civitella del Tronto

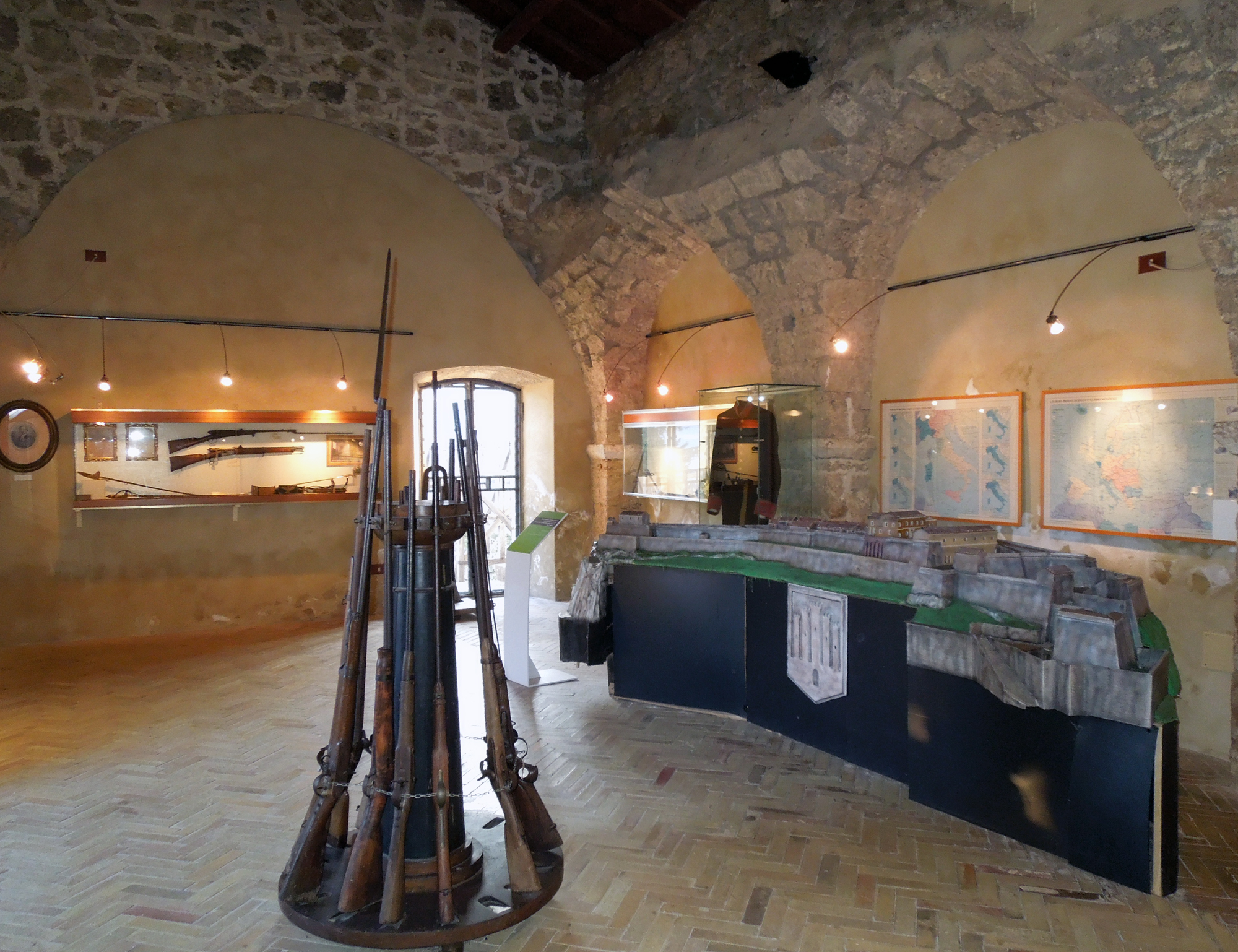
Museo delle armi borboniche della fortezza di Civitella del Tronto

- Fortezza e Museo delle Armi e delle Mappe Antiche, ospitato dentro la fortezza, nel palazzo pretorio
- Nina, museo delle arti creative tessili, nel centro antico, in corso Mazzini

### Altri
- Museo archeologico nazionale, Campli, presso l'ex convento di San Francesco, sezione distaccata archeologica del Museo Nazionale d'Abruzzo a L'Aquila
- Museo della necropoli di Campovalano, Campli, loc. Campovalano
- Museo delle ceramiche di Castelli, Castelli, presso l'ex convento dei Francescani.
- Museo etnografico, Cerqueto di Fano Adriano
- Museo della Civilta' Contadina in Val Vibrata, Controguerra
- Museo Staurós, Isola del Gran Sasso, presso il santuario di San Gabriele
- Museo del cervo, Fano Adriano
- Museo delle Armi Antiche, Martinsicuro
- Museo di scienze naturali, Mosciano Sant'Angelo
- Presepe artistico di Giovanni Gavioli, Montorio al Vomano, convento degli Zoccolanti
- Museo Civico Romualdi, Notaresco
- Museo civico, Pineto, villa Filiani
- Museo e osservatorio di Torre di Cerrano, Pineto
- Collezione Etnografica 'Gino Di Benedetto' e le Genti della Laga, Torricella Sicura
- Museo della Cultura Marinara, Tortoreto Lido
- Museo delle tradizioni artigiane, Tossicia